# Protestas en España de 2011-2015
Las protestas de 2011-2015 en España, denominadas inicialmente Movimiento 15-M e Indignados, así como Spanish revolution en las redes sociales, fueron una serie de movilizaciones ciudadanas, espontáneas en origen y surgidas en gran parte en las redes sociales, que obtuvieron inicialmente el apoyo de más de 200 pequeñas asociaciones. Las protestas comenzaron el 15 de mayo de 2011 con la convocatoria por la plataforma Democracia Real Ya y otros colectivos de manifestaciones en 58 ciudades españolas, las cuales dieron altavoz a un amplio y heterogéneo abanico de reivindicaciones políticas, económicas y sociales, reflejo del deseo de sus participantes de cambios profundos en el modelo democrático y económico vigente.

## Motivaciones y expectativas
Los participantes del Movimiento 15-M reclaman un cambio en la política y la sociedad española, puesto que consideran que los partidos políticos ni les representan ni toman medidas pensando en el interés de la población. Al iniciarse en 2011, esta protesta social, inédita en España desde los años de la Transición, fue relacionada por la prensa nacional e internacional con la prolongada crisis económica que sufre España y sus expresiones más visibles, como podían ser la elevada tasa de paro (en aquel momento, en torno al 21%, la más alta de la Unión Europea, aunque el paro juvenil superaba el 43%), la precariedad laboral, la contención salarial, la presión hipotecaria sobre las familias, la restricción del crédito y las políticas gubernamentales de ajuste traducidas en recortes en el estado del bienestar.
La eclosión del 15-M tuvo lugar, por tanto, en un contexto de profundo descontento social por una coyuntura económica negativa, pero en su aparición influyó un abanico de circunstancias y situaciones mucho más amplio. Así, no pueden desvincularse del mismo la huelga general del 29 de septiembre de 2010, convocada por los sindicatos mayoritarios contra la reforma laboral de 2010 y el anuncio de reforma del sistema público de pensiones, ambas impulsadas por el Gobierno socialista de José Luis Rodríguez Zapatero, así como el rechazo de los internautas a los aspectos de la Ley de Economía Sostenible relativos a la regulación de webs y la protección de la propiedad intelectual (Ley Sinde). La problemática de la generación ni-ni fue, asimismo, puesta de relieve. Sin embargo, también se identificaron otros factores de inspiración exógenos, como la publicación del libro ¡Indignaos!, de Stéphane Hessel, " y el ejemplo de las revoluciones y protestas del mundo árabe de 2011, portuguesa de 2011, griega de 2008 e islandesa de 2008-2009.
Aunque los manifestantes forman un grupo diverso, ambiguo y heterogéneo, tienen en común una serie de planteamientos: el hartazgo hacia la clase política, percibida como endogámica, alejada de los problemas cotidianos de los ciudadanos y demasiado próxima a determinados intereses económicos privados; la demanda de superación del bipartidismo hegemónico entre los dos principales partidos, PP y PSOE, el cual configura un sistema democrático cerrado que produce, según ellos, «la alternancia pero sin alternativa»; la remoción de la partitocracia en su sentido más amplio; el final de la corrupción; y el respeto por los derechos básicos, a saber: vivienda, trabajo, cultura, salud, educación, participación política, libre desarrollo personal y derecho a bienes de primera necesidad. Sus portavoces (rotatorios y no oficiales) han definido el movimiento como «no apolítico, sino apartidista». Al convocar la protesta en 2011, la plataforma Democracia Real Ya, en su plantel de propuestas, demandaba una serie de reformas legales presentadas como necesarias para la regeneración y la mejora del sistema democrático, y otras que se centraban en el ejercicio efectivo de derechos y en el control de los poderes económicos privados.
En 2011, muchos observadores y comentaristas del fenómeno señalaron que, por las características de determinadas denuncias y exigencias, en particular las que atañen al modelo económico, y por ciertos aspectos de las acciones emprendidas, cabía deducir que la mayoría de quienes protestaban eran personas con ideología básicamente de izquierdas, incluso de extrema izquierda. Sin embargo, hasta el día de hoy, representantes y portavoces del 15-M han negado categóricamente que el mismo se identifique con una etiqueta ideológica determinada.
Los impulsores de las protestas opinaban que estas aparecían cuando la juventud española estaba mejor preparada académicamente que nunca y en un tiempo en que, según la agencia Metroscopia, el 89% de los españoles creía que los partidos políticos pensaban solo en ellos mismos. El grueso de los manifestantes está formado por jóvenes, pero también participan personas mayores (como los integrantes del movimiento de los Yayoflautas)  e incluso familias, incluyendo a desempleados, profesionales libres, estudiantes, etc. Los medios de protesta empleados por el 15-M han sido manifestaciones, marchas, sentadas, acampadas, ocupaciones de espacios públicos, actos de desobediencia civil (como el impedimiento de órdenes de desahucio por impago de hipotecas) y el activismo on-line, fundamental para las convocatorias. Sus participantes insisten en la naturaleza pacífica de las protestas, hecho que también fue destacado por la prensa extranjera. Los indignados en general y ¡Democracia Real YA! en particular se han desvinculado públicamente de los incidentes y episodios de violencia aislados protagonizados por grupos minoritarios e individuos durante actos de protesta en algunas ciudades.

## Organización de las protestas
El 19 de mayo la página de la plataforma Democracia Real Ya, impulsora de la manifestación del día 15, contaba con el apoyo de quinientas asociaciones muy diversas, pero seguía rechazando la colaboración de partidos políticos y sindicatos, defendiendo la independencia de las protestas de cualquier ideología política institucionalizada. Se mostraron partidarios de su causa, entre otros, los colectivos ATTAC, Anonymous, NoLesVotes y Juventud Sin Futuro. Los dos últimos grupos ya habían organizado sendas manifestaciones anteriores, menos numerosas.
En Internet las protestas adquirieron popularidad como Spanish Revolution, nombre que hace referencia a los hashtags de la red social Twitter, que ha sido el principal medio de organización para las protestas.
"¡Democracia Real YA!" escribió un manifiesto en español, gallego, catalán, idioma leonés (llionés), asturiano, euskera e inglés y convocó protestas para el 15 de mayo en los siguientes lugares, dispuestos por orden alfabético: Albacete, Algeciras, Alicante, Almería, Arcos de la Frontera, Badajoz, Barcelona, Bilbao, Burgos, Cáceres, Cádiz, Castellón, Cartagena, Ciudad Real, Córdoba, Cuenca, Ferrol, Figueras, Fuengirola, Granada, Guadalajara, Huelva, Jaén, La Coruña, Lanzarote, La Palma, León, Las Palmas de Gran Canaria, Lérida, Logroño, Lugo, Madrid, Málaga, Menorca, Mérida, Mislata, Murcia, Orense, Oviedo, Palma de Mallorca, Pamplona, Plasencia, Ponferrada, Puertollano, Salamanca, San Sebastián, Santa Cruz de Tenerife, Santander, Santiago de Compostela, Sevilla, Soria, Tarragona, Toledo, Torrevieja, Ubrique, Valencia, Valladolid, Vigo, Vitoria y Zaragoza. En sucesivas protestas fueron añadiendo otras ciudades.
Además, la plataforma convocó desde el principio protestas en otros países: Braga, Coímbra, Faro, Lisboa y Oporto en Portugal; Dublín en Irlanda; Ámsterdam en Países Bajos; París en Francia y Londres en Reino Unido.
Las concentraciones pronto adquirieron carácter propio, tal y como afirmó ¡Democracia Real YA!, que quiso matizar que, a pesar de haber hecho el primer llamamiento, no tuvo nada que ver con las acampadas que se sucedieron en distintas ciudades.
La intención inicial de los manifestantes, una vez transcurrida la jornada inicial, era acampar en las principales plazas de las ciudades hasta las elecciones del día 22. Tras las elecciones, los manifestados en la Puerta del Sol consensuaron continuar con las protestas al menos una semana, decisión que fue secundada en numerosas ciudades.
Las acampadas se organizaron principalmente de manera asamblearia con diversas comisiones y subcomisiones, llegando a concentrase unas 40 000 personas en algunas de ellas.

## Desarrollo de las protestas

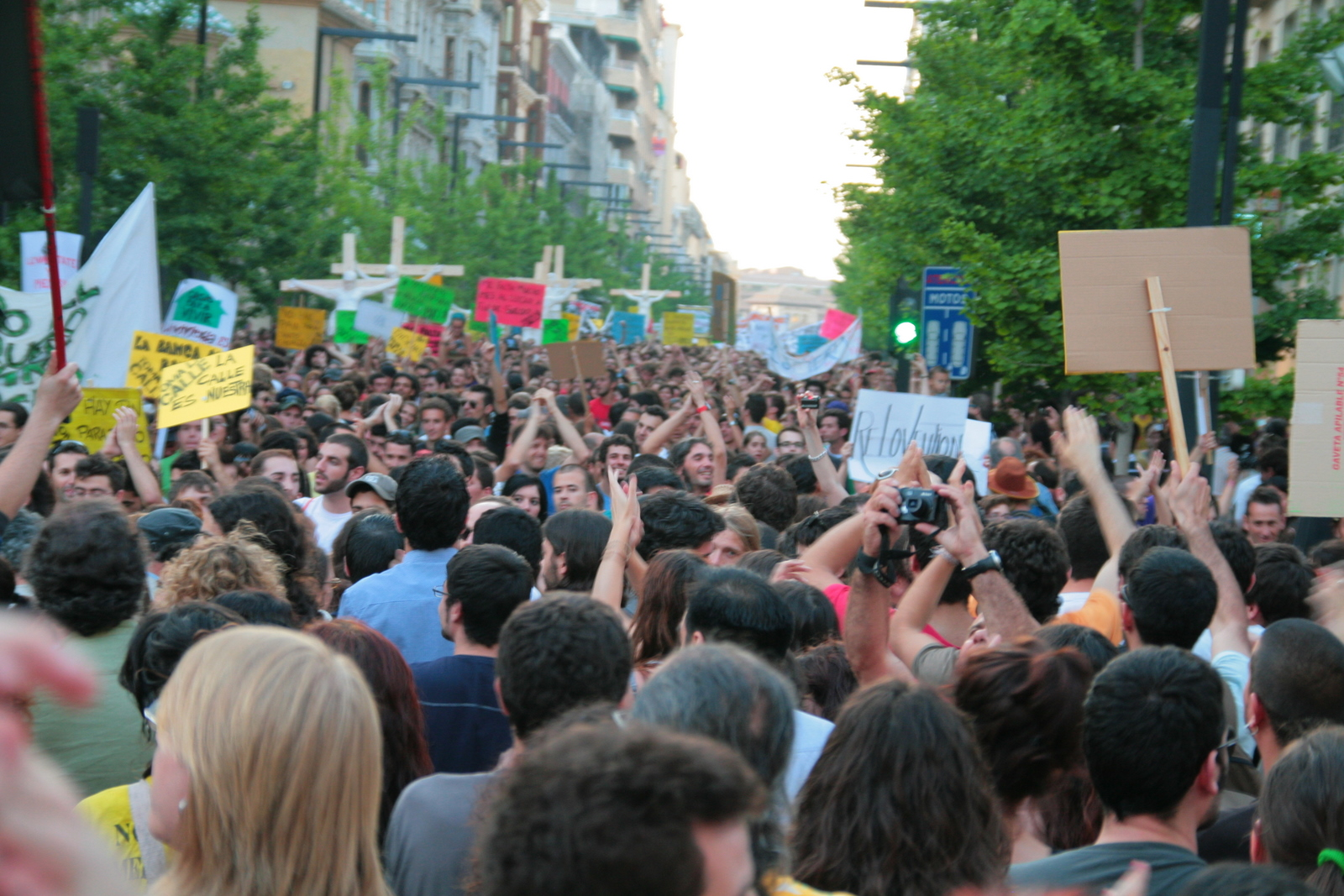
La Gran Vía de Colón, en Granada, abarrotada por la manifestación del 15 de mayo.

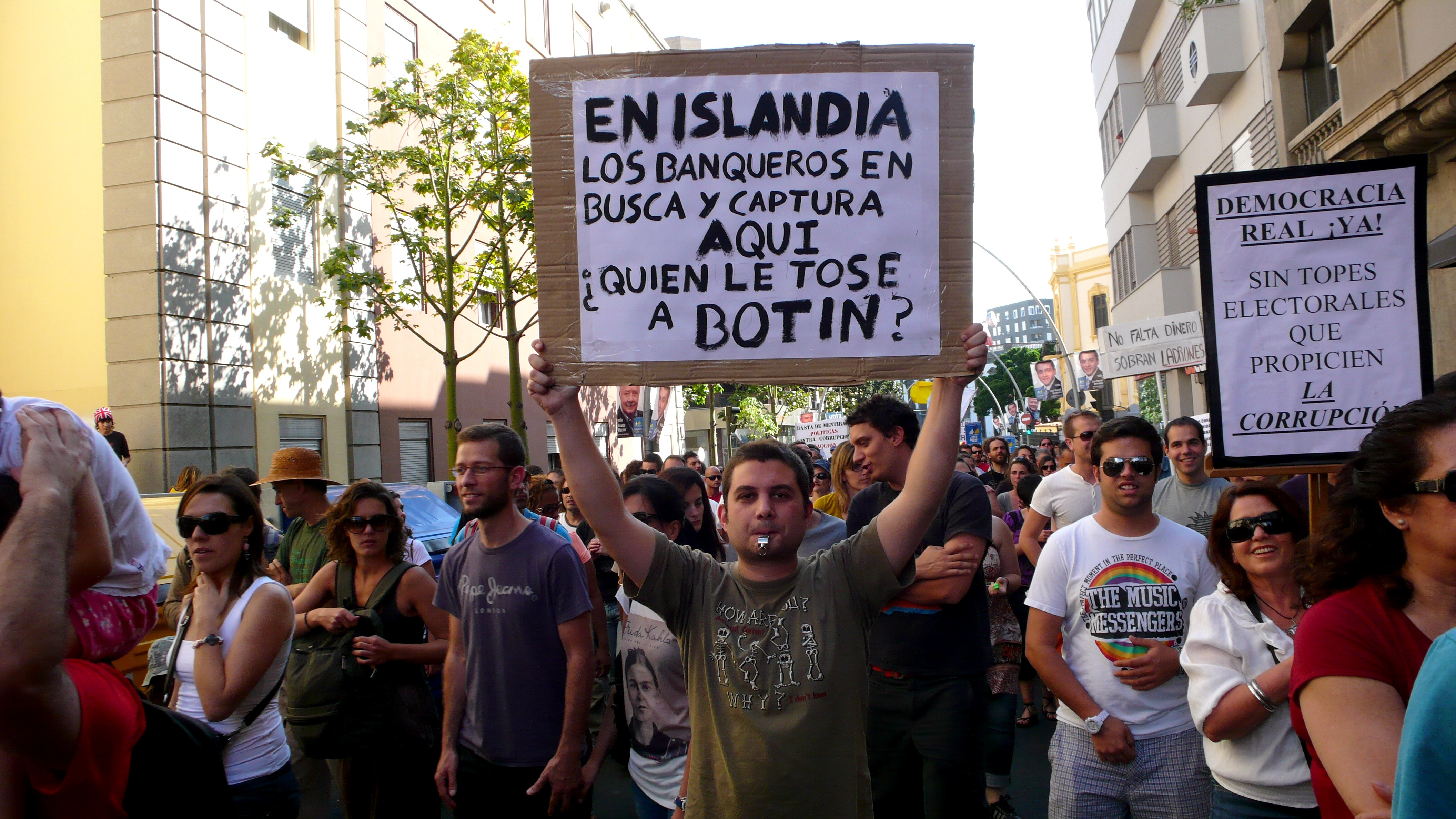
Santa Cruz de Tenerife el día 15 de mayo.

### Mayo

#### Domingo 15 (15-M) - Convocatoria de ¡Democracia Real YA!
La primera protesta, el día 15, estuvo focalizada contra lo que los manifestantes llamaron «medidas antisociales en manos de banqueros», refiriéndose a los ajustes que España hizo en 2010 para contener la crisis financiera europea, con medidas de rescates a los bancos, aquellos a los que la sociedad ve como los responsables de la crisis, mientras se seguían anunciando recortes sociales. Sobresalieron las manifestaciones de Madrid, Barcelona, Murcia, Granada, Sevilla, Málaga, Alicante y Valencia. Se reunieron bajo el lema No somos mercancía en manos de políticos y banqueros.
La marcha de Madrid de ese día convocó, según el cuerpo de policía nacional, a unos 20 000 manifestantes. Se estima que las manifestaciones de este día fueron seguidas por entre 79.000 y 120.000 personas en Madrid, y 22.000 personas en Barcelona según la policía y 250.000 según la organización.
 Las protestas, contra todo pronóstico, tuvieron una gran difusión en la prensa. Incluso, The Washington Post se hizo eco de ellas el mismo día de su nacimiento.

#### Junio

##### Domingo 5
Indignados de varias ciudades de España se reunieron en Sol para analizar la evolución del 15-M y estudiar nuevas acciones.
Representantes de hasta 56 ciudades barajaron una «gran marcha nacional» de un mes que partiría de cada pueblo y culminaría con un gran acto el 17 de julio. Dicha propuesta se concretó en la Marcha Popular Indignada, además de otras dos: acciones específicas de protesta para el 11 de junio, día en que los cargos electos en los comicios municipales tomarán posesión en los ayuntamientos, y una jornada de manifestaciones a nivel estatal para el 19 de junio, a fin de recuperar el ímpetu movilizador del 15 de mayo.

#### Julio

##### Viernes 1
En Barcelona, más de 300 personas protestaron contra los recortes de Sanidad, recorriendo varias calles de Barcelona hasta llegar a la casa del Presidente de la Generalidad de Cataluña, Artur Mas.

##### Domingo 3
La Policía Nacional procedió a levantar las acampadas de Cáceres, Badajoz, Las Palmas de Gran Canaria, Palma de Mallorca, Castellón y Ciudad Real. Todas se llevaron a cabo de forma pacífica.

##### Lunes 4
Los indignados de Palma de Mallorca improvisaron una concentración, que desembocó en una manifestación espontánea por varias calles de Palma, para protestar por el desalojo de la acampada de la noche anterior. La Policía, en este caso, cargó contra ellos hasta en cuatro ocasiones y detuvo al menos a dos personas. Agentes del Cuerpo Nacional de Policía cargaron en Las Palmas de Gran Canaria para desalojar a los ocupantes de la Plaza de San Telmo, 20 de los cuales sufrieron contusiones.

##### Martes 5
La Policía Nacional desalojó la Plaza del Ayuntamiento de Valencia y los indignados se trasladaron a la plaza de la Mare de Deu de Valencia donde colgaron pancartas y celebraron una asamblea. En Palma de Mallorca, una veintena de agentes de la Policía Nacional identificaron a aquellos que acudían al PAC de la Escuela Graduada de Palma a solicitar un parte médico con el fin de denunciar las lesiones consecuencia de los golpes recibidos por las porras que le ocasionó la policía en la manifestación del día anterior.

##### Jueves 8
Una decena de personas, la mayoría jóvenes de Lérida, Huesca y Zaragoza, partió del Palacio de la Aljafería, sede de las Cortes de Aragón, con la voluntad de llegar a Madrid el 23 de julio, para reivindicar una democracia más participativa.[cita requerida]

##### Lunes 11
El Movimiento 15-M consensuó en las asambleas de Andalucía una iniciativa de ley autonómica «de Consultas Populares de Andalucía para alcanzar una democracia directa, donde sean los mismos ciudadanos los que decidan en referéndum si están a favor o en contra de leyes que modifiquen sustancialmente sus condiciones de vida», además de una reforma de la Ley de Fomento de la Participación Ciudadana presentada en el Parlamento de Andalucía el 31 de mayo.

##### Miércoles 13
Más de 4500 personas se manifestaron en Tarrasa en contra de los recortes en sanidad.

##### Viernes 15

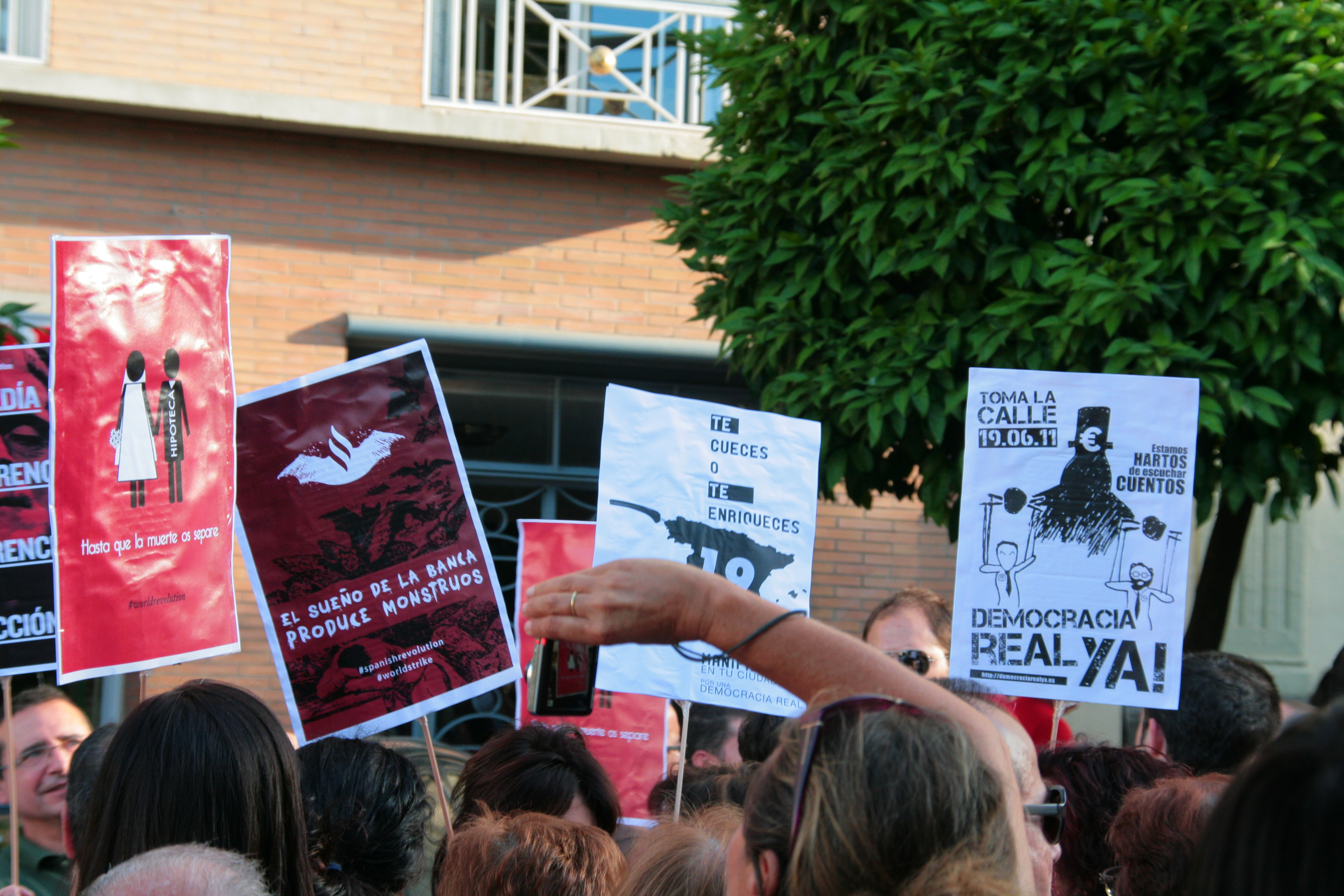
Pancartas reivindicativas

Se cumplieron dos meses de Movimiento 15-M. Convocados por la Asamblea General de Málaga, se organizó una manifestación contra el Pacto Social entre el gobierno y las cúpulas sindicales, la cual reunió a 5.000 personas en una marcha por el centro histórico de la ciudad. Se redactó un manifiesto contra la reforma de los convenios, el abaratamiento de los costes de despido, el aumento de la edad de jubilación a los 67 años, los recortes en servicios públicos y el Pacto del Euro firmado el pasado mes de junio.
En Barcelona se produjo una protesta convocada por el movimiento de indignados en el denominado «asedio al Parlamento de Cataluña», en el que participaron cerca de dos mil manifestantes y por el que 22 personas serían detenidas y juzgadas por un delito contra las instituciones del Estado, tipificado en el artículo 498 del Código Penal y castigado con penas de entre tres y cinco años de cárcel. Finalmente, el Tribunal Supremo anuló la sentencia dictada por la Audiencia Nacional en la que absolvió a 19 de los 20 acusados del asedio y condenó a ocho de ellos a tres años de prisión por un delito contra las instituciones del Estado.

##### Jueves 21
En Barcelona, unas 200 personas se concentraron ante el Hospital del Mar para protestar por los recortes presupuestarios en la sanidad pública y los consiguientes despidos que anunció el centro y que podrían afectar a 194 trabajadores.

##### Sábado 23 - Llegada a Madrid de la Marcha Popular Indignada

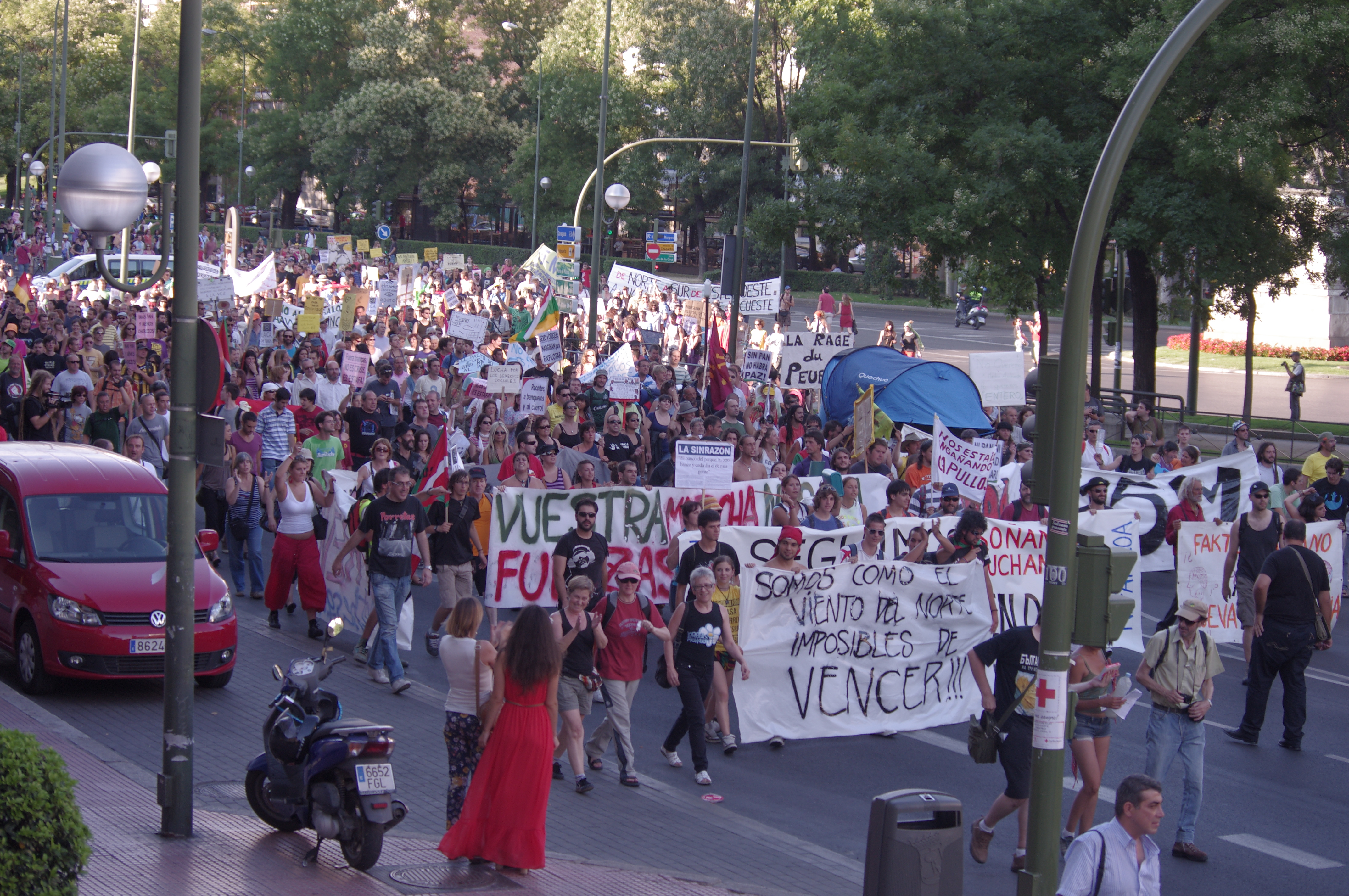
Convergencia en Madrid de las columnas de la Marcha Popular Indignada, el 23 de julio.

Confluyeron en Madrid las siete columnas de caminantes de la Marcha Popular Indignada que desde el 20 de junio partieron en dirección a la capital procedentes de las principales ciudades de España. Se produjo la unión de caminantes y simpatizantes de todas las zonas de Madrid, teniendo lugar una manifestación improvisada, ya que miles de personas colapsaron el camino al centro de Madrid. Las siete marchas confluyeron hacia las nueve de la noche en la Puerta del Sol, entre vítores y abrazos colectivos, y culminó en un acto de puesta en común las experiencias del viaje, la problemática social, política y económica encontrada en el camino y las propuestas hechas por los pueblos para llevar a debate en Madrid. Se estableció una acampada provisional en el Paseo del Prado para alojar al millar largo de caminantes que llegó a Madrid.

##### Domingo
Por la mañana, los acampados en el Paseo del Prado interrumpieron el tráfico de la Plaza de Cibeles en protesta por el boicot del Ayuntamiento de Madrid, que les cortó el agua de las fuentes y las bocas de riego de las jardineras. Pasadas las siete de la tarde comenzó en Madrid una manifestación con el lema No es una crisis, es el sistema. La misma discurrió desde la Estación de Atocha hasta la Puerta del Sol y reunió a manifestantes venidos de otras provincias en autocares, así como a algunos de los caminantes de las columnas regionales llegadas en la víspera a la capital. Durante la marcha, se exhibieron manos pintadas de rojo y se fijaron carteles en las fachadas de bancos y ministerios con la leyenda de CULPABLES en alusión a la crisis actual, los rescates hechos por el Gobierno a la banca y los recortes en política social. Debido a la afluencia y para evitar masificaciones, la manifestación se bifurcó en dos columnas, una de las cuales se encaminó a la Gran Vía. La manifestación concluyó con una protesta espontánea a las puertas del Congreso de los Diputados, que terminó acampando delante de los dispositivos policiales puestos para la ocasión.

##### Lunes 25
Cientos de indignados procedentes de toda España celebraron el llamado I Foro Social 15-M para plantear estrategias de cara al próximo otoño. En el Palacio de Cristal del Parque del Retiro tuvieron lugar reuniones de coordinación, política o economía, contando esta última con la presencia del Premio Nobel de Economía en 2001 Joseph Stiglitz, que apareció para mostrar su apoyo al Movimiento 15-M.
La acampada en el cordón del Congreso de los Diputados prosiguió con medio centenar de manifestantes.

##### Martes 26
Una cincuentena de indignados partió a pie desde el kilómetro cero de Madrid rumbo a Bruselas. En su camino de 1.500 km, los marchistas esperaban unirse a otros grupos de caminantes europeos con el reto de llegar a la capital belga el 8 de octubre, una semana antes de la gran manifestación convocada por ¡Democracia Real YA! a nivel mundial para el 15 de octubre, y entregar las propuestas al Parlamento Europeo.

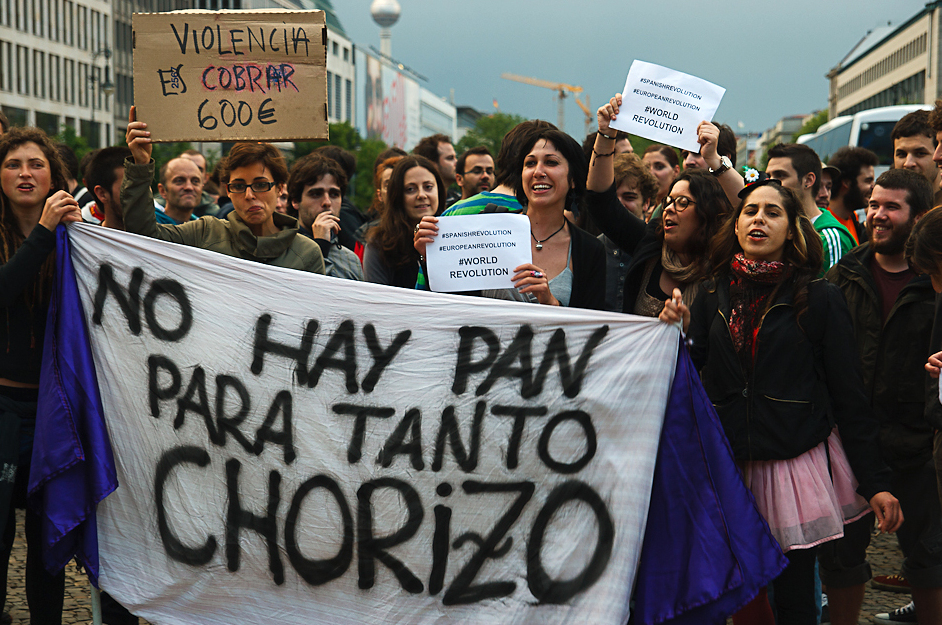
Manifestación

##### Miércoles 27
En Madrid, la acampada del Paseo del Prado sufrió un intento de desalojo por parte de la Policía Nacional. Una veintena de indignados cortó el tráfico en tres de los cuatro carriles del Paseo, produciéndose una carga violenta por parte de la policía, que terminó con una docena de heridos. En repulsa por la violencia, se manifestaron 500 personas desde la Fuente de Neptuno hacia Gran Vía, y de vuelta hasta el Congreso de los Diputados, con la lectura de un manifiesto en la Puerta del Sol. Mientras tanto, algunos miembros del Movimiento pasaron el cordón policial vestidos de gala y lograron entrar al Congreso de los Diputados, donde entregaron en el registro un documento en el que se hacía un análisis de la problemática encontrada durante la Marcha Popular Indignada. El diputado Gaspar Llamazares se comprometió a leerlo en el Congreso y lo hizo llegar al Presidente del Gobierno, dejando clara su total desvinculación con el Movimiento 15-M.

##### Jueves 28
Un centenar de indignados recorrió el centro de Madrid para realizar actos re protestas frente a las sedes de las agencias de calificación de riesgo Moody's, Standard & Poor's y Fitch, así como la Representación de la Comisión Europea en España y el Banco de España, punto de partida del recorrido.

#### Agosto

##### Martes 2 - Desalojo del Punto de Información y ocupación policial de Puerta del Sol
La Policía Nacional desalojó desde las 06.00 de la mañana a los últimos indignados de la Puerta del Sol, destruyendo el punto de información y del Paseo del Prado. Estos respondieron convocando un "paseo" por la Puerta del Sol para protestar por los desalojos, que se convertiría en una manifestación multitudinaria que inundó la calle Atocha y otras calles cercanas a Sol, debido a que la plaza estaba bloqueada por la policía para impedir la protesta. Un dispositivo de más de 300 agentes y 50 furgones policiales bloqueaban los accesos a la céntrica plaza. Además, las estaciones de Metro y Cercanías de Sol permanecieron cerradas durante 14 horas, algo inédito hasta la fecha. El día de protestas terminó con asambleas de los indignados en la Plaza Mayor ante la imposibilidad de volver a Sol. Portavoces de ¡Democracia Real YA! y de Acampada Sol declararon a los medios que el desalojo policial guardaba relación con la próxima visita del Papa Benedicto XVI, a fin de «no dar una imagen de cara al exterior»
Según el SUP (Sindicato Unificado de Policía) el Cuerpo de Policía Nacional de España recibía las siguientes instrucciones por parte de la delegada de gobierno de Madrid:
1. Que no se produjeran detenciones.
2. Que no se empleara material antidisturbios.
3. Que por todos los medios se impidiera a los acampados volver a Sol.

La Puerta del Sol fue consecuentemente ocupada por centenares de policías con decenas de vehículos, y con la intención de permanecer allí todo el tiempo que fuera necesario para evitar el establecimiento de cualquier acampada, llegando estos a acampar en la plaza.

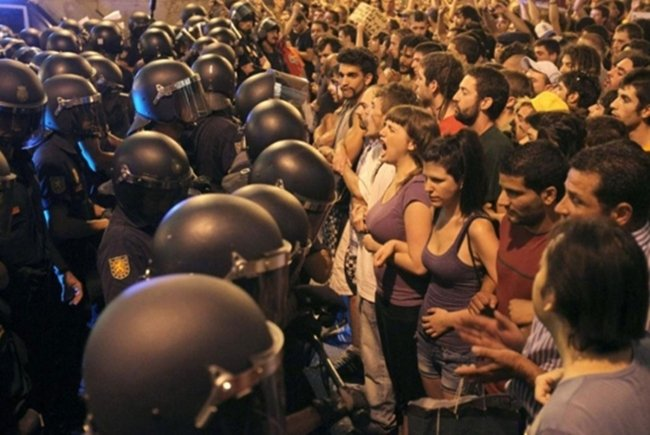
Manifestantes tratando de acceder a la Puerta del Sol el 2 de agosto.

Esto provocó que en los días siguientes, nutridos grupos de ciudadanos contrarios al cierre del espacio público, y en su mayoría partidarios del Movimiento 15-M trataron de acceder en masa a la plaza para expresar su descontento.
Al no lograr el objetivo propuesto, estos ciudadanos comenzaron marchas improvisadas por todo el centro de Madrid, cortando las principales vías de la ciudad. En la primera noche de protestas, se terminó con una asamblea multitudinaria en la Plaza Mayor, donde esa misma noche acamparon algunos de los participantes que fueron desalojados a la mañana siguiente sin que se registraran incidentes.

##### Miércoles 3
A las 08.30 de la mañana entre 25 y 30 agentes de la Policía Nacional desalojaron a los pocos indignados que habían dormido en la Plaza Mayor tras las protestas del día anterior.
La Delegación del Gobierno había ordenado a la policía que no permitiera a los indignados ocupar bajo ningún concepto la Puerta del Sol, prohibiéndoles además realizar detenciones de manifestantes (tras los dos realizados el día anterior), así como utilizar gases lacrimógenos, pelotas de goma u otros métodos antidisturbios, lo que provocó quejas del principal sindicato policial.
Se volvió a permitir parcialmente la libre circulación por la Puerta del Sol, llegando incluso a las 10:30 de la mañana a permitir a un pequeño grupo de indignados regresar, tras identificarse, bajo la condición de no detenerse o sentarse en ella, y siendo vigilados en todo momento.
A las 20:00 de la tarde se produjo una nueva manifestación multitudinaria en los alrededores de la Puerta del Sol.
La protesta concluyó con una asamblea multitudinaria en la Gran Vía, donde los participantes convinieron promover la iniciativa de intentar el acceso a Sol todos los días a las 20:00 desde esa misma fecha.
Por su parte, el Sindicato Unificado de Policía (SUP) emitió un comunicado en el que alegaba que para el cumplimiento de las órdenes recibidas, debían de cometer ilegalidades, responsabilizando a la delegada de gobierno de la comunidad de Madrid.

##### Jueves 4 - Carga policial en Madrid
Durante la tarde del día 4 de agosto, el Sindicato Unificado de Policía (SUP) emitía un segundo comunicado, fechado erróneamente el día 5 dividido en dos secciones, una a la atención de los responsables políticos y mandos policiales (quejándose por las condiciones laborales y las órdenes ilegítimas recibidas), y una segunda dirigida a los manifestantes pidiendo comprensión y un comportamiento cívico, y haciendo suyas las reivindicaciones de los propios manifestantes.
Tras movilizaciones a lo largo del día, a las once de la noche, se produjeron dos contundentes cargas policiales contra unos 300 manifestantes frente a la sede del Ministerio del Interior, que tuvo como resultado 13 manifestantes y 7 policías heridos, según fuentes policiales. El detonante de la carga fue que, tras colocar los manifestantes carteles en la verja del ministerio, el guardia civil que lo vigilaba procedió a retirarlos, siéndole quitada entonces la gorra por uno de los manifestantes, si bien le fue devuelta inmediatamente por el resto de manifestantes. Entre los detenidos se encontraba el periodista de LaInformacion.com Gorka Ramos, que estaba retransmitiendo las movilizaciones en directo; fue rodeado por una docena de policías y pateado en el suelo.
La delegada del gobierno en Madrid, Dolores Carrión, declaró que "no se van a consentir nuevas ocupaciones ilegales de la Puerta del Sol ni de ningún otro espacio público", advirtiendo del "levantamiento de cualquier asentamiento ilegal" cuando se estimase "más adecuado en términos operativos". Alfredo Pérez Rubalcaba, candidato a la presidencia del gobierno por el PSOE, afirmó que "si las manifestaciones son pacíficas, lógicamente la Policía es tolerante, porque es una Policía inteligente; pero si hay violencia, la Policía tiene que actuar, porque 200 personas no pueden poner patas arriba una ciudad". ¡Democracia Real YA! le respondió que "350 diputados y unos cuantos banqueros no pueden poner patas arriba un país entero".
Desde la oposición, PP, IU, y Equo pidieron explicaciones al Gobierno. Esteban González Pons (PP) se quejó de la detención de Gorka Ramos y dijo que "la Policía está cometiendo gravísimos errores" porque "no actúa cuando debe hacerlo y sobreactúa donde no debe hacerlo". Gaspar Llamazares (IU) solicitó la comparecencia en el Parlamento del reciente ministro de Interior, Antonio Camacho, afirmando que "ha convertido la protesta de indignación social y política en una cuestión de orden público".

##### Viernes 5 - Vuelta a Sol
Tras tres días de bloqueo policial de la plaza del Sol, incluyendo continuos cortes de las estaciones de Metro y Cercanías de la plaza, la Delegación del Gobierno retiró el cerco, permitiendo de nuevo la libre circulación y la apertura normalizada de comercios y medios de transporte. Se mantuvo presencia policial, aunque más reducida. Esa tarde, una manifestación de unas 3.000 personas volvió a llenar la plaza, concluyendo en una asamblea de 3 horas en la que se decidió no realizar una nueva acampada.
Las manifestaciones de apoyo a los indignados madrileños que se venían produciendo en múltiples ciudades llegaron a su punto álgido, reuniendo a miles de personas en Barcelona, y cientos en Valencia, Sevilla, Zaragoza, Palma o Málaga. Los indignados pidieron la dimisión de la delegada del gobierno y del ministro del Interior, y anunciaron que denunciarían a la policía por su violencia.
Un grupo de «manifestantes originales» del 15-M dijo «repudiar» los incidentes de los últimos días en el centro de Madrid a cargo de una «minoría de ultras de izquierda» y anunció que constituiría una plataforma para que los partidos políticos encauzaran sus propuestas reformistas.

##### Sábado 6
Los dos últimos detenidos en los incidentes del 4 de agosto en Madrid quedaron en libertad tras declarar ante el juez, al igual que los otros siete arrestados en diversas acciones del 15-M desde el 2 de agosto.

##### Domingo 7
En la Puerta del Sol, una asamblea deliberó sobre los últimos acontecimientos con la participación de unas 500 personas. Se discutió un calendario de actuaciones reivindicativas de cara a la visita del papa Benedicto XVI a Madrid. La asamblea rechazó la propuesta de crear un partido asambleario que promoviera el voto nulo de las próximas elecciones generales y debatió la creación de un grupo de trabajo con el propósito de elaborar una hoja de ruta para la cita en las urnas en noviembre .
En Málaga, la Asamblea General decidió crear la llamada AcampadaCIE, y acampar a las puertas del Centro de Internamiento de Extranjeros de Málaga para pedir el cierre de esta institución y, además, para evitar la deportación de un joven argelino de 28 años, en situación de petición de asilo político, pues se encontraba amenazado de muerte en su país de origen y retenido en el centro. Tanto el Defensor del Pueblo Andaluz, entre otras instituciones y ONGs pidieron el cierre de este centro, al no cumplir las condiciones mínimas exigibles de salubridad, y en el que hay denuncias de violaciones de los Derechos Humanos, maltrato y abusos por parte de los agentes de la Policía Nacional encargados de su custodia. Pasadas las 00.30, la Policía Nacional desalojó la asamblea que se venía celebrando en las puertas del centro con un centenar de manifestantes que resistieron de manera pasiva, dejando un saldo de 9 heridos. Los manifestantes denunciaron puñetazos y patadas durante el desalojo, así como la ocultación intencionada de los números de placa obligatorios durante el ejercicio de su cargo.
La acampada continuó indefinidamente en la Plaza de Capuchinos, situada junto al CIE.

##### Lunes 8
Cientos de miembros del 15-M volvieron a instalar tiendas en la Puerta del Sol con la intención de organizar una nueva acampada permanente días después de ser desalojados por la Policía.

##### Miércoles 10
Se dio a conocer en los medios de comunicación que el Ayuntamiento de Madrid había vetado en las bibliotecas municipales el acceso a todas las webs de contenido relacionado con el 15-M, alegando «política de contenidos».

##### Miércoles 17
Tras más de una semana en la AcampadaCIE, los miembros del movimiento en Málaga consiguieron la liberación del ciudadano argelino retenido en el Centro de Internamiento de Extranjeros, procediendo al levantamiento del campamento protesta.

##### Martes 23
Unas 200 personas celebraron en la Puerta del Sol una «asamblea urgente» para reclamar que se sometiera a referéndum el plan del Gobierno, anunciado horas antes, de reformar la Constitución para incluir en ella un límite de déficit en las cuentas públicas. La enmienda de la Carta Magna fue consensuada por el PSOE y el PP en un tiempo récord, en el contexto de la crisis de la deuda soberana española en el seno de la eurozona. La plataforma ¡Democracia Real YA! fue la primera en convocar en las redes sociales la movilización de protesta bajo la consigna «#yoquierovotar No al golpe de estado de los mercados. Exigimos referéndum».

##### Viernes 26
Las plataformas ¡Democracia Real YA! y Juventud Sin Futuro (JSF) convocaron para el 28 de agosto en Madrid una manifestación de repudio a la decisión del Gobierno Zapatero, respaldada por el principal partido de la oposición, de acometer una reforma exprés de la Constitución que fijara un tope al déficit financiero del Estado, y de exigencia de un referéndum al respecto. Ramón Espinar, miembro de JSF, indicó que incluir un techo al gasto público en la ley suprema suponía «constitucionalizar el neoliberalismo».

##### Domingo 28 - Manifestaciones contra lareforma exprésde la Constitución
Tuvieron lugar en decenas de ciudades españoles movilizaciones de protesta en contra de la reforma de la Constitución pactada por el PSOE y el PP con el objeto de imponer por ley un tope mínimo de déficit financiero (la llamada regla de oro) en las administraciones públicas. La medida es contemplada por el Pacto por el Euro, reclamado por Alemania y adoptado por los 17 gobiernos de la eurozona en el Consejo Europeo extraordinario celebrado el 11 de marzo en Bruselas.
La manifestación de Madrid, con la afluencia de entre 3.000 y 5.000 personas, estuvo encabezada por dos pancartas; la de Juventud Sin Futuro decía No a esta reforma de la Constitución. Ni un paso atrás, mientras que la de ¡Democracia Real YA! reclamaba El pueblo también cuenta. Referéndum ya. La protesta se desarrolló sin incidentes y con escasa presencia policial. En Barcelona, la marcha congregó entre 1.200 y 2.000 personas. Otras manifestaciones de menor tamaño tuvieron lugar en el País Vasco, la Comunidad Valenciana, Galicia, Andalucía, La Rioja y Canarias.

##### Martes
Un centenar de personas del 15-M realizó una cacerolada de protesta ante el Congreso de los Diputados mientras el hemiciclo iniciaba los trámites parlamentarios para la aprobación de la reforma constitucional con la modificación del artículo 135 de la Carta Magna para limitar el déficit público.

#### Septiembre

##### Viernes 2
Mientras tenía lugar en el Congreso de los Diputados la sesión de votación de la reforma de la Constitución (aprobada por 316 votos, los de PSOE, PP y Unión del Pueblo Navarro, contra 5), activistas del 15-M desarrollaron en el exterior acciones de protesta. Como medida de seguridad, la Policía Nacional valló los accesos al edificio. Por la tarde, unos 2000 indignados y personas pertenecientes a organizaciones de izquierdas realizaron una marcha con inicio en el Paseo del Prado y parada frente al Palacio del Congreso, donde los congregados leyeron un comunicado.

##### Martes 6
El Movimiento 15-M se sumó a las marchas convocadas en todo el país por los sindicados UGT y CCOO, y a las que se adhirieron también Izquierda Unida y 200 organizaciones sociales y ciudadanas, para exigir una consulta popular sobre la inclusión del principio de estabilidad presupuestaria en la Constitución, la cual fue aprobada el 2 de septiembre por el Congreso de los Diputados y en la jornada de hoy por el Senado. A la manifestación de Madrid, presidida por el lema No a esta reforma de la Constitución, referéndum ya, acudieron unas 25 000 personas según los convocantes. El 15-M no se sumó expresamente a esta manifestación y organizó la suya propia, aunque finalmente confluyó con la principal tras una pancarta que decía Sindicatos, gracias por venir.

##### Sábado 17
Entre 200 y 300 indignados se reunieron en las inmediaciones de la Bolsa de Madrid bajo el lema Toma la Bolsa, sumándose así a las iniciativas de protesta desarrolladas en Estados Unidos por el movimiento Occupy Wall Street y celebradas hoy en otras ciudades del mundo. Efectivos de la Policía Nacional vigilaron a los congregados para evitar que se aproximaran al edificio. Uno de los coordinadores del acto aseguró a la prensa que en realidad no tenían pensado «tomar la Bolsa», sino dar pie a una «jornada de debate», y que el nombre de la convocatoria, partida del Grupo de trabajo de Economía surgido de la Acampada Sol, era solo «simbólico».

##### Domingo 18
Miles de personas convocadas por los grupos de trabajo de Educación y Sanidad del Movimiento 15-M y por varias plataformas cívicas CAS Madrid, Plataforma Matusalén y Soy Pública se manifestaron en el centro de Madrid hasta llegar a la Puerta del Sol para protestar por los recortes aplicados por las administraciones y pedir a los banqueros y políticos que «saquen sus manos del servicio público». Según los convocates, el acto reunió a 35.000 personas.

##### Domingo 25
El 15-M se sumó a las manifestaciones convocadas en 41 ciudades españolas por la Plataforma de Afectados por la Hipoteca (PAH). Miles de personas reclamaron un cambio normativo para frenar el goteo de desahucios causados por la crisis económica y permitir la dación en pago retroactiva, y en defensa del derecho constitucional a una vivienda diga.

#### Octubre

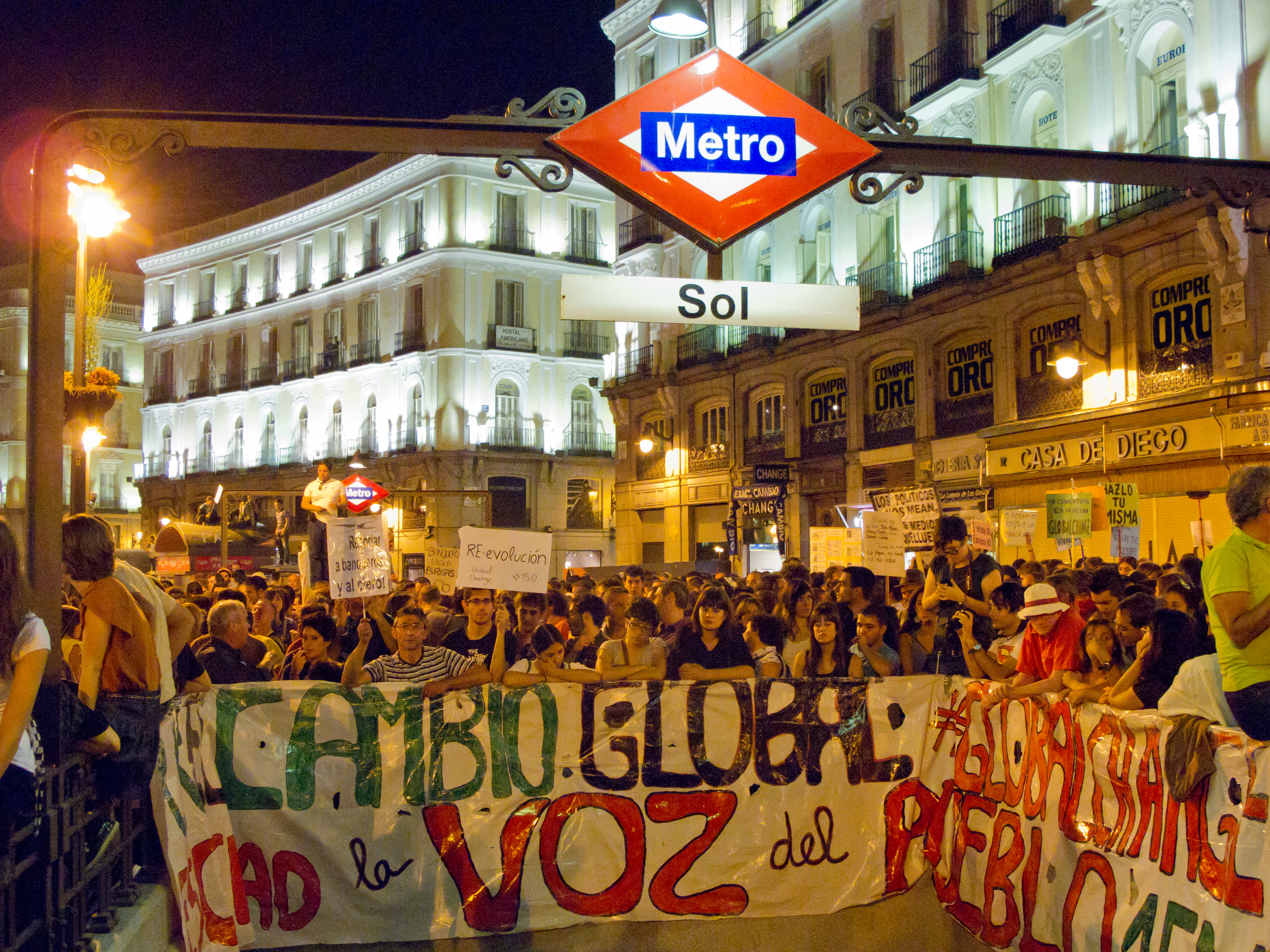
Aspecto de la manifestación del 15-O en la Puerta del Sol de Madrid.

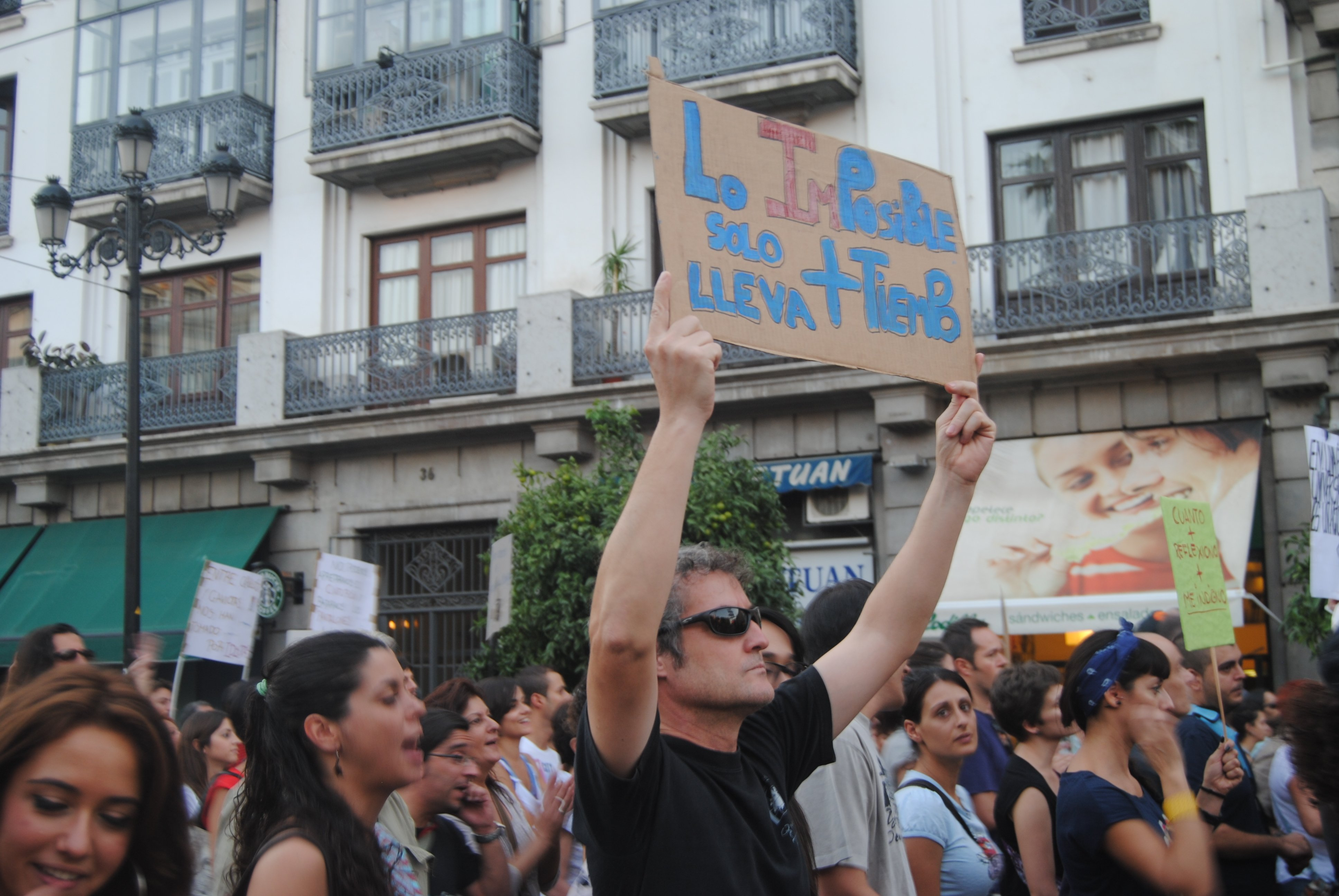
Aspecto de la manifestación del 15-O en Sevilla.

##### Lunes 4
En Barcelona, cientos de indignados se concentraron en la Plaza de Cataluña en protesta contra los arrestos de varias personas por su supuesta participación en las agresiones a diputados del Parlamento catalán. Los asistentes corearon eslóganes como «Yo también estaba en el Parlament» y «Hoy la democracia está en la calle y no en el Parlament». Este lunes, Los Mozos de Escuadra empezaron a detener a algunos de los 22 presuntos implicados en los actos de acoso a diputados durante la concentración de indignados ante el Parque de la Ciudadela el pasado 15 de junio.

##### Sábado 15 (15-O) - Movilización mundial
Para el sábado 15 de octubre había sido convocada hacía meses una acción de protesta coordinada en varios países del mundo (15-O). Finalmente se sumaron a la cita 951 ciudades de 82 países; en Estados Unidos, la convocatoria corrió a cargo del movimiento Occupy Wall Street. El principal lema de las manifestaciones fue Unidos por un cambio global.
Los organizadores de la manifestación en Madrid, durante la celebración de una asamblea posterior en la Puerta del Sol, anunciaron que se habían congregado medio millón de personas en la capital, cifra respaldada por Europapress frente a otros medios que hablaban de «miles» sin precisar, mientras que ni la policía, ni la Delegación del Gobierno, ni el Gobierno autonómico dieron ninguna cifra oficial. En Barcelona, los organizadores reportaron una asistencia de 400.000 personas, mientras que la policía autonómica la situó en 60.000. Fuera de España, destacaron por su volumen las manifestaciones de Roma, Lisboa, Santiago de Chile y Nueva York.

##### Domingo 16
En la madrugada del sábado al domingo, horas después de la multitudinaria manifestación del día anterior por las calles de Madrid, un grupo de indignados decidió (al margen de la asamblea que tuvo lugar en la Puerta del Sol) ocupar el antiguo Hotel Madrid, un edificio abandonado en la calle de Carretas, con la idea de cederlo a familias desahuciadas por impago inmobiliario. Dado el mal estado del inmueble, los ocupantes organizaron una lista de tareas necesarias para una rehabilitación inmediata del edificio, especialmente la limpieza del local. Al día siguiente se informó de la intención de la policía de no desalojarlos, si bien los propietarios estaban negociando con ellos.

#### Noviembre

##### Jueves 3
Activistas del 15-M de Barcelona ocuparon temporal y pacíficamente la sede del partido Convergència Democràtica de Catalunya (CDC) en protesta por los recortes presupuestarios del Govern catalán.

##### Viernes 4
Coincidiendo con el arranque de la campaña electoral de las elecciones generales del 20 de noviembre, un grupo de 300 indignados se concentró en la Puerta del Sol de Madrid para reflexionar sobre los problemas del movimiento y sobre las restricciones impuestas por las autoridades a «formas de organización y participación democráticas» no partidistas con motivo de las próximas votaciones. La asamblea, desarrollada junto a un mitin del partido UPyD, se cuestionó, según El País, «por qué sus movilizaciones van perdiendo poco a poco el tirón y la fuerza que demostraron en las pasadas elecciones autonómicas y municipales del 15 de mayo, cuando conseguían congregar a miles de personas». Al hacer el llamamiento, el 2 de noviembre, los convocantes encuadraron la acción en la «continuidad de la desobediencia civil colectiva» emprendida el 15 de mayo. La Policía no intervino a pesar de la prohibición por la Junta Electoral Provincial de Madrid de celebrar manifestaciones en plazas o lugares donde hubiese previsto actos políticos.

##### Sábado 12
Activistas del Movimiento 15-M recogieron, en urnas distribuidas por numerosas ciudades del país, las propuestas de los ciudadanos «para cambiar el modelo económico, social y político», con la intención de confeccionar «el programa electoral de la ciudadanía»

##### Domingo 13
Unos 12.000 indignados, según cálculos de los organizadores, menos de 1.000 según la Policía, se manifestaron en Madrid para denunciar el «secuestro» de la democracia por parte de los mercados y exigir un cambio de modelo económico, social y político que defienda los servicios públicos, la participación ciudadana y que luche contra la corrupción.

##### Jueves 17 - Protestas universitarias
Durante esta jornada se produjeron movilizaciones universitarias en distintas ciudades españolas bajo el lema "La universidad no se vende, se defiende", para protestar por la subida de las tasas universitarias, los recortes de la Generalidad en educación y la Estrategia Universidad 2015, que desarrolla la implantación del Espacio Europeo de Educación Superior (EEES). Hasta 25 universidades de toda España secundaron el paro.
En Madrid, la movilización universitaria coincide con la octava huelga de la enseñanza pública de la 'marea verde'.
En Valencia hubo una manifestación de estudiantes que reunió a 5.000 universitarios

##### Sábado 19 - Jornada de reflexión
Manifestantes del 15-M, con el fin de hacer una «reflexión colectiva», se congregaron en la madrileña Puerta del Sol, la barcelonesa Plaza de Catalunya y las plazas céntricas de otras ciudades de España en la jornada de reflexión previa a las elecciones generales del domingo 20.

##### Domingo 20 - Elecciones
Tuvieron lugar sin incidentes las elecciones generales anticipadas para la X Legislatura de España. Con una participación del 71.69%, 4.8 puntos menos que en la edición de 2008, el Partido Popular, hasta ahora en la oposición, se adjudicó una mayoría absoluta de 186 diputados correspondientes al 44,63% de los votos. El Partido Socialista Obrero Español, con 110 escaños, obtuvo sus peores resultados en unas generales desde la restauración democrática en 1977.

##### Domingo 27
Cientos de indignados marcharon por Madrid para denunciar la corrupción y el sistema capitalista, reclamar una huelga general y exigir al próximo Gobierno del Partido Popular una política en favor de los trabajadores y no en beneficio «de las empresas, de los mercados» y «de lo que diga» la canciller alemana, Angela Merkel.

#### Diciembre

##### Martes 6
Unas 2.000 personas protestaron en Madrid contra el desalojo policial, producido en la víspera, de un hotel que desde hacía dos meses permanecía ocupado por casi un centenar de personas, algunas de ellas indocumentadas y otras desahuciadas de sus viviendas por impago hipotecario. El inmueble, próximo a la Puerta del Sol, se hallaba en estado de abandono cuando fue ocupado a mediados de octubre.

##### Domingo 28
Se celebró la 'Cabalgata Indignada' bajo el lema Porque hemos perdido la inocencia que reunió a varios millares en un desfile entre disfraces, villancicos y lemas contra la crisis, la cabalgata se ha desplazado desde la Puerta de Alcalá hasta la ya emblemática Puerta del Sol. Se produjo una carga por parte de los antidisturbios, produciéndose dos detenciones por "atentado contra la autoridad".
Similares acciones se llevaron a cabo en Ávila, Barcelona, Palma y Badajoz.

### 2012

#### Enero

##### Jueves 26 - Movilización contra los recortes en la Comunidad Valenciana
En la Comunidad Valenciana se produjeron manifestaciones contra los recortes del gobierno de Alberto Fabra concentrando a unas 200.000 personas en las calles de Valencia (200.000), Alicante (60.000) y Castellón (30.000). Las protestas iban encabezadas por la pancarta «No a los recortes en los servicios públicos. Depuración de las responsabilidades en el Consell».
En Valencia, la movilización se detuvo frente al portal en el que reside Francisco Camps con fuertes pitidos y protestas contra su gestión al frente de la Generalidad.

#### Febrero

##### Viernes 10 - Movilizaciones contra la reforma laboral
Tras la aprobación de la nueva reforma laboral, por parte del gobierno en mayoría del PP, se produjo una concentración convocada en Madrid por el movimiento 15M a las 20.00 horas en la Puerta del Sol. Protestaron en rechazo a la "destrucción" de derechos de los trabajadores o contra el fraude fiscal bajo el lema En defensa de tus derechos, del empleo, de tu futuro.
Nueve personas fueron detenidas, acusadas de desórdenes públicos y resistencia a la autoridad. Un manifestante y ocho agentes de la Unidad de Intervención Policial (UIP) resultaron heridos de carácter leve.
El acto coincidió con otras movilizaciones de organizaciones feministas en favor de la igualdad y de colectivos en favor de una sanidad y una educación públicas y gratuitas que se sumaron a la protesta contra la reforma laboral, marcharon hacia el Congreso de los Diputados.

##### Jueves 16 - Cargas policiales en Valencia

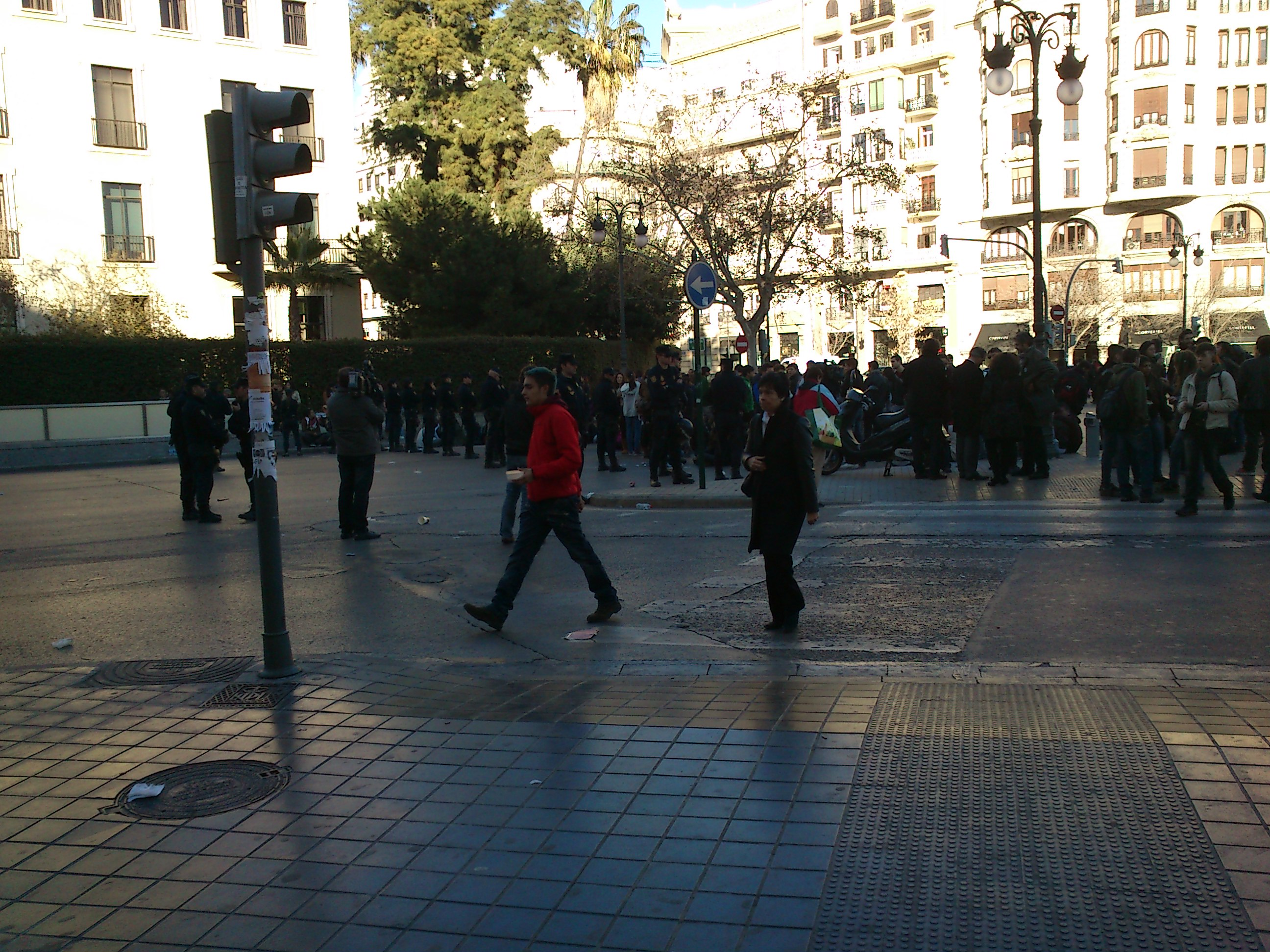
Hilera de antidisturbios del Cuerpo Nacional de Policía frente al Instituto Lluís Vives el 16 de febrero de 2012.

El jueves 16 de febrero se produjeron concentraciones en Valencia contra la carga policial que el día anterior se había producido en la misma ciudad y que se saldó con la detención de un estudiante de 17 años, en el marco de las protestas que desde hacía semanas se venían sucediendo en la capital valenciana, entre cuyas acciones destacó la prensa el encierro de profesores, padres y alumnos en 30 institutos.
Estos actos provocaron la reacción de la policía, que cargó en dos ocasiones contra los manifestantes, con un saldo de 10 detenidos y varios heridos de diversa consideración. Las primeras detenciones se produjeron cuando los que allí se congregaban cortaron el tráfico de la céntrica calle Xàtiva, según informó la policía, zarandeando un coche y comportándose de forma violenta, extremo que fue desmentido por los reporteros gráficos que acompañaban la marcha. Posteriormente, se desplazó la protesta frente a la Jefatura Superior de Policía, de donde se relataron momentos de tensión, que terminarían con varios heridos, que tuvieron que ser atendidos en ambulancias, entre ellos la diputada Mònica Oltra.

##### Domingo 19 Viernes - Jornada de movilizaciones contra la reforma laboral
En contra de la reforma laboral, se convocó en 57 ciudades de toda España la mayor manifestación sindical de los últimos años Bajo el lema "No a la reforma laboral injusta con los trabajadores, ineficaz para la economía e inútil para el empleo", convocada por los sindicatos CCOO y UGT contra la reforma laboral del Gobierno que flexibiliza el despido en el país con la mayor tasa de desempleo de la eurozona.
El número de asistentes, según las cifras de los organizadores, al más de medio millón de asistentes a la manifestación de Madrid se suman más de 450.000 en Barcelona, más de 80.000 en Valencia, etc a lo que suma más gente en las movilizaciones celebradas en todas las grandes ciudades españolas.
A la manifestación se unieron con una pancarta propia representantes del movimiento 15-M que formaron un bloque crítico con la cúpula sindical, pidiendo la huelga general.

##### Lunes 20 - #PrimaveraValenciana
Después de cuatro jornadas de protestas en Valencia, el día 20 tuvo lugar una acción policial, criticada en los medios de comunicación y por la oposición política, que causó más de una decena de heridos, si bien, de acuerdo con los datos de la policía, la mayoría de ellos fueron agentes, lo que contrasta con las narraciones de pánico de]] muchos de los asistentes. Según datos oficiales, la policía habría detenido a 43 alumnos, entre ellos 8 menores de edad, durante los cuatro días de protestas en la ciudad, que comenzaron en el Instituto Lluís Vives.
El jefe superior de Policía de Valencia, Antonio Moreno, en la comparecencia oficial ante los medios, calificó la respuesta policial de "proporcional" y se negó a responder a las preguntas sobre el número de efectivos de seguridad empleados, basándose en que:

"No es prudente, desde el punto de vista de la táctica policial que yo le diga al enemigo cuáles son mis fuerzas".

Esta expresión, al referirse a los manifestantes como "enemigos", ha provocado diversas reacciones, desde el rechazo de grupos de la oposición, a las declaraciones del Ministro del Interior, Jorge Fernández Díaz que decía en Catalunya Radio que interpretaba lo que quería decir y pensaba que las palabras del Jefe Superior de Policía fueron un "lapsus linguae", y que la expresión utilizada era, en efecto, "muy poco afortunada".
Ese mismo día, la Delegada del Gobierno en la Comunidad Valenciana aseguró que se abrirá una investigación que "depurará responsabilidades" y establecerá si algunos agentes de la policía se extralimitaron en sus funciones.

#### Marzo

##### Jueves 29 - Jornada de huelga general
Convocada por varias organizaciones sindicales españolas, entre ellas CCOO, UGT, USO, CGT, CNT, Solidaridad Obrera, Co.Bas ELA, LAB, ESK, CIG, CUT, CSI, Intersindical CSC, SOA, SAT, COS, Intersindical Canaria, FSOC, STEs, STC y Sindicato de Estudiantes, además de organizaciones y movimientos como el Movimiento 15-M y FACUA como protesta contra la reforma laboral de 2012 promovida por el gobierno.
Según la organización tuvo un seguimiento del 77%.[cita requerida]
La jornada por lo general trascurrió con normalidad a excepción de Barcelona, donde tuvieron lugar importantes disturbios.
En un principio no se dejó que la manifestación de Madrid acabase en Sol, pero tras recurrirse al TSJM, se permitió.

#### Mayo

##### Jornadas 12M-15M
Para conmemorar el aniversario del movimiento se convocaron las jornadas '12M-15M', que empezaron con la segunda manifestación a nivel internacional del movimiento el sábado. La Puerta del Sol acabó llenándose y con una multitudinaria asamblea otra vez. Hubo incidentes de madrugada, cuando sobre las 5:00 de la mañana la policía cargo contra la gente que quedaba.
Durante estos días hubo concentraciones, asambleas y acciones por todo el país.
El día 15 acabó con una cacerolada de casi una hora y una asamblea en la que se dijo de hacer otra cacerolada cuando la prima de riesgo llegase a 500, después algunas personas se dirigieron a la bolsa.

##### Miércoles 16
Huelga de estudiantes y docentes convocados por la asamblea de la Universidad de Murcia y apoyada por sindicatos de profesores y estudiantiles contra los recortes, la subida de las tasas y el despido de personal laboral. Entre el 75% y el 95% de los alumnos, profesores y personal no docente secundaron la huelga, quedando los campus prácticamente sin actividad. Más de 10 000 personas se manifestaron por el centro de la ciudad.
Asimismo, este día la prima de riesgo superó los 500 puntos básicos, siendo Barcelona la primera ciudad en convocar una cacerolada de doce horas ininterrumpida frente a la sede de La Caixa desde las 8:00 de la mañana hasta las 20:00, hora en la que se realizó una asamblea. Un pequeño grupo decide acampar pero es desalojado por la noche.
Las caceroladas se extendieron por el resto de España.
En Madrid la cacerolada se realizó en la Puerta del Sol. Hubo momentos de tensión con la policía cuando un grupo de unos 300 manifestantes fueron encerrados en la calla Alcalá por los antidisturbios sin motivo aparente, dejándoles solo salir si enseñaban documentación, incluso a gente que no tenía nada que ver.

##### Jueves 17
En Barcelona continúan las protestas frente a La Caixa, se acampa y aparece el hashtag '#LaCaixaesMordor'. Se empieza a rumorear que los medios no publican ninguna noticia porque han sido chantajeados.
Se anuncia que a partir del 22 en Sevilla se hará un paro indefinido en todas sus facultades contra los recortes y la subida de tasas, ese día está convocada una huelga de docentes y alumnos a nivel nacional.

#### Junio
El 14 de junio de 2012, el colectivo 15MpaRato inició una querella contra Rodrigo Rato y el consejo de administración de Bankia, dando inicio al llamado caso Bankia.

#### Septiembre

##### 25 de septiembre
Manifestación en Madrid alrededor del Congreso reprimida con violencia. Gran repercusión en la prensa internacional.

#### Noviembre

##### 14 de noviembre
La Confederación Europea de Sindicatos (CES) se reunió en octubre de 2012 para estudiar un modo de protesta contra las políticas de austeridad auspiciadas por diversos gobiernos europeos, y que se aplicaron desde 2010 en todos los países del sur de Unión Europea (y desde 2008 en Grecia). En esa reunión acordó un llamamiento a la huelga general en España y Portugal, por lo que se convirtió en la primera huelga general ibérica de la historia. También se convocó huelga general en Chipre y Malta y hubo huelgas de solidaridad no generales en Francia, Italia, Grecia y Bélgica francófona.
- 15 de noviembre: Manifestación del Bloque Unitario en Madrid
- 18 de noviembre: Marcha blanca contra la privatización de la sanidad[135]
- 29 de noviembre: Concentración por el juicio a Los 8 de Tetuán

#### Diciembre
- 5 de diciembre de 2012: Abraza la Asamblea
- 6 de diciembre: Marcha blanca contra la privatización de la sanidad
- 6-9 de diciembre: Puente Constituyente
- 13 de diciembre:
  - 13-D: Nuestra educación no pagará vuestra deuda
  - 13-D: Defendiendo lo nuestro. Contra el saqueo del capital
- 16 de diciembre: Marea Blanca en Madrid[136]
- 18-20 de diciembre: Rodea el Congreso
- 19 de diciembre: Rodea la Asamblea
- 20 de diciembre:
  - Concentración por el juicio a Rodrigo Rato
  - Marcha Fúnebre Silenciosa
- 21 de diciembre: Sin defensa legal no hay justicia
- 24 de diciembre: Apaga al rey
- 27 de diciembre: Fin de año en la Sanidad Pública
- 28 de diciembre: Jornada Internacional AlfonLibertad

### 2013

#### Enero
- 4 de enero: Manifestación en repulsa de los suicidios causados por la situación económica en Málaga: Ni una muerte más (#stopgenocidio)
- 7 de enero: Manifestación por la sanidad pública
- 14 de enero: Concentración RecibeAWert en Sevilla
- 18 de enero: Concentración en las sedes del PP
- 26 de enero:
  - Manifestación contra los CIE[137]
  - Manifestación contra Eurovegas
- 27 de enero: Abraza el Hospital Puerta de Hierro[138]
- 30 de enero:
  - Manifestación en contra del desmantelamiento del Instituto de Adicciones
  - Concentración en contra del plan privatizador del gobierno[138]
- 31 de enero: Concentración en las sedes del PP

#### Febrero
- 1 de febrero: Volvemos 1-F
- 2 de febrero: Volvemos 2-F
- 3 de febrero:
  - Volvemos 3-F
  - Marcha hacia el Hospital de Villalba[138]
- 6 de febrero: Huelga en las cajas nacionalizadas (Bankia, NGC, Banco de Valencia y CatalunyaCaixa)
- 8 de febrero: Cacerolada contra Eurovegas en la Puerta del Sol
- 16 de febrero: Manifestación por el derecho a la vivienda
- 17 de febrero: Marea blanca nacional[138]
- 23 de febrero: Marea ciudadana contra el golpe de los mercados[139]

#### Marzo
- 14 de marzo y 15 de marzo: Movilizaciones contra la Unión Europea del capital
- 15 de marzo: Marchas suburbanas
- 16 de marzo: La Europa de las personas contra la UE de los mercados
- 21 de marzo: Concentración en apoyo a los acusados por luchar por la vivienda digna (Madrid)

#### Abril
- 6 de abril: I Jornada Centros Sociales Autogestionados
- 7 de abril: Manifestación contra el paro, la precariedad y el exilio laboral
- 14 de abril: Manifestación por la III República
- 21 de abril: Marea Blanca en Madrid
- 25 de abril: Asedia el Congreso
- 30 de abril: Cerco a Sanitas

#### Mayo
- 5 al 10 de mayo: Consulta por la sanidad
- 9 de mayo:
  - Huelga General Educativa y encierros
  - Toque a Bankia
- 10 de mayo:
  - Encierro en el Reina Sofía
  - Último Scrache a Rajoy. Manifestación en Plaza España ante El Salón del Automóvil en Barcelona.
- 12 de mayo: Manifestación del 12 de mayo
- 12 al 14 de mayo: Manifestación del 12 al 14 de mayo de 2013 en Plaza Cataluña
- 16 de mayo: Escrache Feminista
- 17 de mayo:
  - Boicot a Made In Bangladesh
  - Concentración estatal contra la LOMCE
- 22 de mayo: Concentración por la detención de Raúl Capin
- 25 de mayo: Marcha contra Monsanto
- 29 de mayo: Toma El Banco Malo
- 31 de mayo: Marcha Rosa en apoyo al CS Seco

#### Junio
- 1 de junio: Pueblos unidos contra la Troika
- 2 de junio: Concentración de apoyo a Turquía
- 8 de junio: Marcha contra la impunidad
- 16 de junio: Movilizaciones por una Europa más social y democrática en Madrid - De Atocha a Sol a las 12 horas
- 23 de junio: Marea Blanca Estatal
- 27 de junio: ¡Retirada inmediata de la LOMCE!

#### Julio
- 26 de julio: Manifestación por la dimisión del Gobierno y la convocatoria de elecciones del 26 de julio de 2013
- 30 de julio: Nulidad es impunidad

### 2014

#### Marzo
- 22 de marzo: Se convoca y desarrollan las "Marchas de la Dignidad", o "22-M" en varias ciudades españolas. Como resultado de las mismas se producen concentraciones que en el caso de Madrid llegaron a alcanzar la cifra de 1.500.000 de manifestantes, aunque la delegación de Gobierno estimó entre 50.000 y 36.000 personas.[140] Se produjeron incidentes en los que resultaron lesionadas 101 personas: 67 policías nacionales y municipales y 34 manifestantes.[141] Inicialmente se produjeron también 24 detenciones, de los que tres eran menores de edad.[140] Uno de los manifestantes detenidos sería posteriormente acusado de intento de homicidio y enviado a prisión.[141] Los daños producidos durante los disturbios fueron valorados en torno a los 100.000 euros.[142] Con posterioridad, la delegada del Gobierno en Madrid anunció sanciones a los promotores del 22M por los daños causados durante las protestas,[143] produciéndose además nuevas detenciones relacionadas con los disturbios[144] y nuevos ingresos en prisión.[145]

- 31 de marzo: Se inicia el juicio contra los activistas detenidos en Barcelona durante las protestas de junio de 2011.[146]

### 2015

#### Enero
- 31 de enero: Marcha del Cambio.[147]

#### Marzo
- 21 de marzo: Se convocan de nuevo "Marchas de la Dignidad". En Madrid la delegación del Gobierno cifró en 12.000 los asistentes, llegados de diferentes puntos de España y con el apoyo de algunos partidos políticos como Izquierda Unida, Podemos y Equo, y plataformas sociales como la Plataforma de Afectados por la Hipoteca.[148]

## Reacciones

### Respuestas desde los medios de comunicación nacionales

#### Valoraciones y controversia
El 15-M ha suscitado numerosas y variadas reacciones en las columnas periodísticas, y las tertulias de radio y televisión. Desde el apoyo sincero al oportunista, e incluso todo tipo de comentarios sobre los tintes «izquierdistas» que podrían tener estas revueltas o su relación con los movimientos antiglobalización conocidos.
El espacio dedicado a las portadas de los principales diarios nacionales entre el 15 y el 23 de mayo (el día después de las elecciones municipales y autonómicas) de 2011 fue asimismo dispar.
El canal televisivo conservador Intereconomía se refirió al rol protagónico de la plataforma ¡Democracia Real YA! (DRY) en el movimiento con los siguientes términos:

«...Socialistas y comunistas dirigen desde la sombra el motín de la Puerta del Sol... Tratan de evitar una victoria arrasadora del PP el 22M (...) Estas personas están siendo instrumentadas. No dudan en utilizar el juego sucio... Hay evidencias al respecto.»

Al mismo tiempo, se desató la polémica sobre una supuesta agenda socialista o de izquierda detrás de las movilizaciones debido a que se conoció que la página web de DRY estaba a cargo de un antiguo miembro de un partido ya desaparecido y en su momento escindido de Izquierda Unida.

#### Sondeos del respaldo social del 15-M
Según una encuesta de Metroscopia para el diario El País publicada el 26 de junio de 2011, el 15-M obtenía un nivel de respaldo de la población española del 64%. El 71% de los encuestados (el 83% entre los votantes del PSOE y el 54% entre los del PP) consideraba que se trataba de un «movimiento pacífico que pretende regenerar la democracia», mientras que el 17% lo veía de tipo «radical antisistema». De acuerdo con Metroscopia/El País, un 79% aseguraba que «los llamados indignados tienen razón».
Por su parte, el diario La Razón, el 20 de junio de 2011, publicó una encuesta de NC Report con tres preguntas. A la de si se estaba «de acuerdo con las actuaciones del movimiento 15-M», un 44,8% respondió no y un 43,1% sí. A la de si «hechos como la acampada Sol o el bloqueo del Parlamento catalán atentan contra la democracia», se obtuvo un 51,7 de respuestas afirmativas y un 39,6% de negativas. En cuanto a la cuestión de si «el movimiento tiene utilidad e influencia sobre la política española», un 60,6% opinó que no y un 28,8% que sí.
Según otra encuesta de Metroscopia publicada por El País el 23 de octubre de 2011, un 73% de los españoles consideraba que los indignados tenían «básicamente razón». Aunque solo el 20% de los consultados señalaba que había participado en alguna ocasión en las concentraciones del 15-M y tan solo el 8% había tomado parte en alguna de sus asambleas, el 63% afirmaba que el movimiento de protesta «debía continuar». El 25% consideraba que no debía proseguir con sus concentraciones.

### Estudios de demoscopia
A mediados de julio de 2011 se dio a conocer un estudio sociológico sobre el 15-M realizado por la Fundación Alternativas. Según este estudio, sobre la base de cuestionarios administrados a más de 250 participantes en las manifestaciones que tuvieron lugar en la ciudad de Salamanca entre el 26 y el 30 de mayo, la mayoría de los indignados respondía al siguiente perfil: jóvenes de entre 19 y 30 años, con formación universitaria, «nativos digitales», sin trabajo y de izquierdas. El 56% de los entrevistados declaró haber votado en las elecciones 22 de mayo; de ellos, el 79% lo hizo a un partido minoritario, solo un 6% votó a los partidos considerados mayoritarios y un 15% depositó en las urnas un voto nulo o en blanco.
Una encuesta realizada entre 27 de junio y el 8 de julio de 2011 por IPSOS a partir de entrevistas a más de mil personas mayores de 15 años, y que fue divulgada a principios de agosto, concluyó que el 78% de los españoles conocía al 15-M y que entre 6 y 8,5 millones habían participado en el mismo, bien visitando las acampadas, asistiendo a asambleas o acudiendo a las manifestaciones. De los que dijeron conocer el movimiento de protestas, un 76% consideraba que sus reivindicaciones eran «más que razonables» y que los manifestantes tenían «el derecho democrático de luchar por ellas», pero el 20% manifiestaba que las protestas «rompían el orden democrático» y que por tanto «no se deberían permitir las acampadas ni otros actos no autorizados». De los que dijeron haber tomado parte en los actos del 15-M, una minoría, extrapolando, entre 0,8 y 1,5 millones de personas, lo había hecho de forma «intensa»; en este grupo, el 67% dijo ser «izquierdas», el 20% de «centro-izquierda» y solo el 3% de «derechas». El 10% restante no se identificó con ninguna de estas etiquetas ideológicas.

### Respuestas desde los partidos políticos
Las manifestaciones del 15 de mayo de 2011 provocaron reacciones en los partidos políticos, que debatieron y se pronunciaron sobre ellas a partir del día 16. El 15-M propiamente dicho, casi ningún partido político quiso hablar acerca de la situación. El 17 de mayo la página de ¡Democracia Real YA! contaba con el apoyo de 500 asociaciones y colectivos, pero seguía rechazando la colaboración de partidos políticos y sindicatos, defendiendo la independencia de las protestas de cualquier ideología política institucionalizada.

### Reacciones internacionales

#### Movilizaciones en Europa

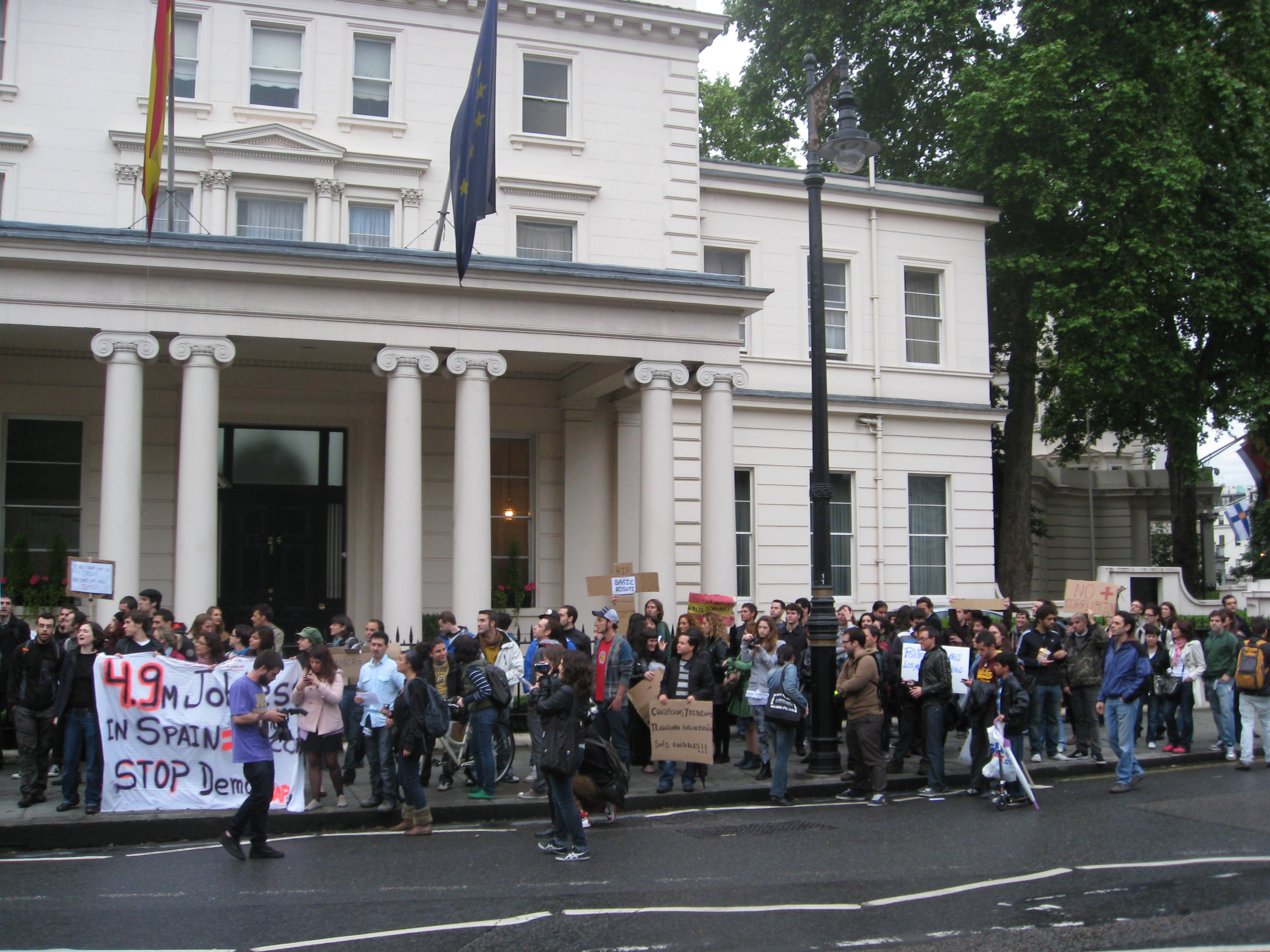
Protestas frente a la embajada de España en Londres, el 18 de mayo de 2011.

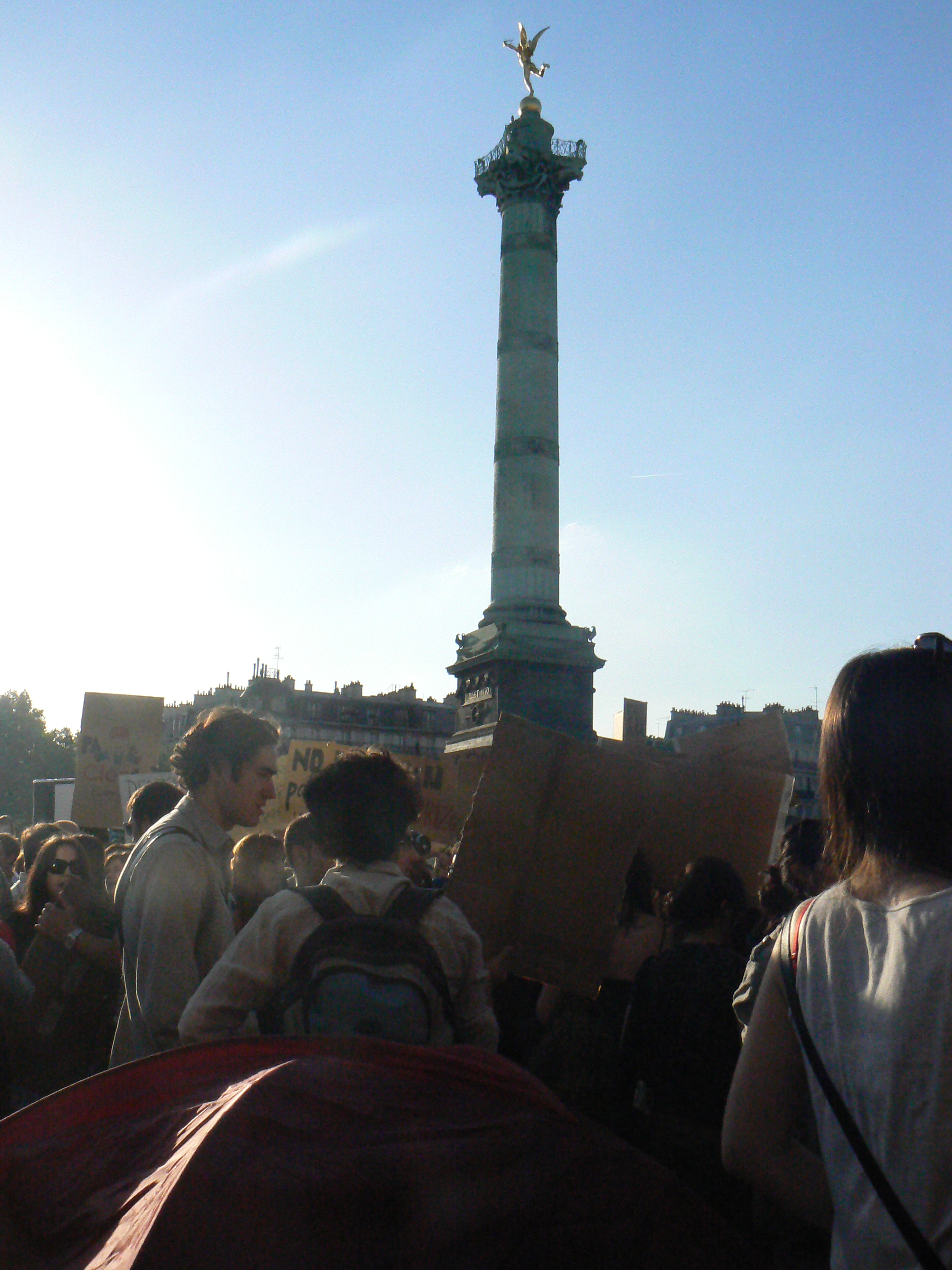
Manifestación en París del 20 de mayo.

En Europa, las manifestaciones del 15-M fueron referidas como Spanish Revolution y suscitaron con rapidez movimientos de adhesión. El 17 de mayo se anunció la convocatoria para el día siguiente de sendas concentraciones frente a la Embajada de España en Londres y en la Plaza Dam en Ámsterdam. Las protestas del 18 de mayo en las capitales británica y holandesa se extendieron a otras ciudades europeas. Ejemplos fueron Lisboa, Florencia, Budapest, Berlín, Edimburgo, Atenas, París y Montpellier. En la mayoría de estas ciudades, el movimiento surgió como una expresión de apoyo a los manifestantes de España por parte de españoles residentes en el extranjero, quienes protestaron delante de embajadas y consulados españoles. Posteriormente, en países como Irlanda, Alemania, Grecia o Francia, el movimiento fue calando entre los nativos, que consideraban que las quejas y demandas eran también aplicables a sus países. Comenzaron entonces a formarse grupos paralelos, como la Réelle Démocratie Maintenant francesa, que fueron adquiriendo características propias dentro de la convicción de que los problemas resaltados en las protestas afectaban a toda la Unión Europea, e incluso a todos los países.
- El 19 de mayo de 2011 se encendió en Twitter la propuesta de una Italian Revolution, convocándose manifestaciones en la Piazza de la Santa Croce de Florencia para ese mismo día. Al día siguiente, se unieron a la movilización grupos de residentes en Roma, Milán, Turín, Bolonia y Padua.[160][161]

- El modelo de protestas pacíficas y apartidistas se extendieron también a Grecia. En Atenas, al menos 7000 personas tomaron pacíficamente la emblemática Plaza Syntagma para protestar contra la situación de su país. La protesta de Atenas mostró pancartas en español.[162]

- La protesta pacífica se contagió igualmente a París, donde el 29 de mayo un grupo de indignados franceses tomó la plaza de la Bastilla y formó asamblea. Ese mismo día, por la noche, los manifestantes fueron desalojados violentamente por la Policía Nacional francesa, que utilizó gases lacrimógenos.[163]

#### Movilizaciones en América
- En Nueva York, los españoles residentes de la ciudad decidieron organizarse el 19 de mayo en la Universidad de Columbia y convocaron una protesta para el día 21 en la Washington Square Park.[164]

- El 19 de mayo la protesta obtuvo un eco en Ciudad de México, donde algunos jóvenes españoles y simpatizantes mexicanos se manifestaron frente a la Embajada de España.[159] El movimiento en México surgió en apoyo de los españoles, pero progresivamente fue movilizando a la juventud mexicana contra sus propios partidos políticos, a causa de diferencias con el recuento de los votos en las elecciones para gobernadores de los estados.[165] El 24 de mayo Luis Felipe Bravo Mena, candidato a gobernador para el estado de México por el gobernante Partido Acción Nacional, fue agredido por estudiantes universitarios que pretendían su salida de la Universidad Nacional Autónoma de México (UNAM). El incidente fue considerado la primera reacción de los indignados mexicanos.[166][167] Al día siguiente, el rector de la UNAM comunicó a la ciudadanía que las protestas de España suponían una alerta para México.[168] El 14 de junio de 2011 se inició en el Distrito Federal la primera protesta organizada de indignados mexicanos, reunidos frente al senado de la República.[169]

- Las manifestaciones iniciadas en España repercutieron también en Cuba, comenzando la movilización de algunos manifestantes en La Habana, incluyendo simpatizantes de Fidel Castro.[170]

#### Respuestas desde la prensa internacional
El 18 de mayo la cadena británica BBC comparó las protestas españolas con la Revolución egipcia de febrero, que provocó la caída del presidente Hosni Mubarak. Igualmente, la televisión italiana se hizo eco de las protestas en Madrid. El 20 de mayo las protestas de España copaban espacios privilegiados en varios grandes periódicos. En Internet, The Guardian dedicó un reportaje muy visitado a las protestas españolas. El mismo día, la BBC tituló un reportaje «Jóvenes desafiantes en el campamento de la Revolución española en Madrid». En algunos casos, se comparó el movimiento con el Mayo del 68 francés.

### Reacciones de particulares y personalidades

#### Favorables
Stéphane Hessel, autor del libro ¡Indignaos!: Un alegato contra la indiferencia y a favor de la insurrección pacífica, del cual toman nombre los indignados, dijo mostrarse «agradablemente sorprendido» por la movilización española. No obstante, declaró que la falta clara de líderes planteaba ciertos problemas, aunque advirtió que tampoco debería existir un líder demasiado visible.
El escritor José Luis Sampedro, prologuista de la versión española de ¡Indignaos! y autor, entre otros, de ¡Reacciona!, libro encaminado en el mismo sentido, se mostró muy a favor de las manifestaciones.

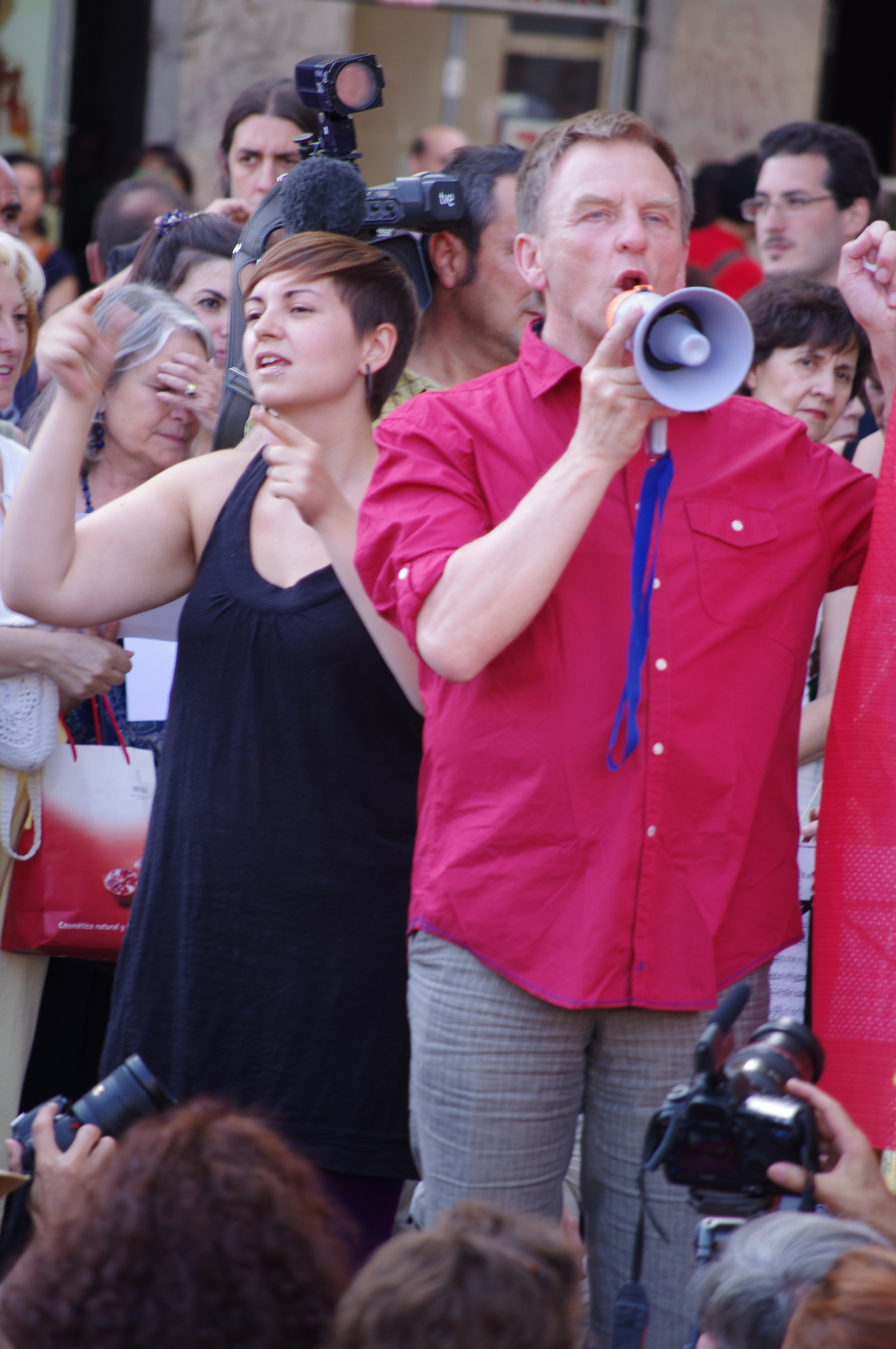
Hörður Torfason, el impulsor de la revolución silenciosa islandesa, se dirige a los indignados en la Puerta del Sol el 23 de junio.

El exministro, escritor y divulgador científico Eduard Punset estuvo el 24 de mayo de 2011 en la Plaza de la Escandalera, en Oviedo, donde dirigió unas palabras de apoyo al todo el movimiento. Tres días después, en una entrevista concedida a la asamblea de Valencia, Punset afirmó que consideraba esencial un cambio en el sistema electoral, la separación efectiva de poderes y el impulso a la «gestión emocional» para contribuir a «la disminución de los niveles de violencia».

«Gracias por mantener viva una esperanza que llevamos cultivando desde hace mucho tiempo [...] No paréis»

Asimismo, el escritor, periodista y académico de la RAE Arturo Pérez-Reverte manifestó el 23 de mayo de 2011 en su perfil personal de Twitter que el 15M era la consecuencia de una sociedad que se había cansado de dar parangón a las injusticias, proclamando el carácter ejemplar, perfecto, consolador e higiénico del movimiento.

«Lo que me importa es que ha ocurrido, que los españoles han dejado de ser cómplices pasivos. Borregos silenciosos mientras los esquilan y degüellan»

Otras personalidades y figuras públicas que han expresado su respaldo al 15-M son: el ex ministro de Educación de España y ex director general de la UNESCO Federico Mayor Zaragoza (actualmente, presidente de la Fundación para una Cultura de Paz); el politólogo y ensayista Carlos Taibo; el sociólogo, politólogo y economista Vicenç Navarro; el economista y activista por la justicia social y la paz Arcadi Oliveres; la periodista Rosa María Artal; el actor Guillermo Toledo; el catedrático y exconsejero de Educación de la Generalidad Valenciana Joan Romero González; y el cantautor Manu Chao, además de otros artistas.
Hörður Torfason, el impulsor de la revolución silenciosa islandesa, apareció en un vídeo delante del Parlamento de Islandia, en Reikiavik, enviando con mensaje de apoyo a los indignados españoles. En junio de 2011, Torfason viajó a España y visitó varias ciudades para explicar a los integrantes del 15-M la experiencia de su país y animarles «a luchar contra la corrupción».
El 29 de mayo de 2011, el primer ministro egipcio, Essam Sharaf, nombrado tras la caída del régimen de Hosni Mubarak, pidió a los políticos españoles que escuchasen la voz de los indignados:

«Recomiendo a los políticos que escuchen lo que dice el pueblo porque cuando la gente se congrega es porque quiere algo. Las autoridades deben ceder cuando lo consideren necesario y deben aprender a escuchar. [...] No sé adónde va exactamente la revolución pero estamos en el camino correcto y eso es lo importante»

El actor y cómico italiano Leo Bassi realizó una performance de adhesión al 15-M en la Acampada Sol el 19 de mayo de 2011.
Joseph Stiglitz, premio Nobel de Economía en 2001, declaró durante una asamblea en el parque del Retiro el 25 de julio de 2011 sentirse emocionado con todo lo organizado por el movimiento de protesta español y que la economía de mercado no estaba funcionando como debería.
El magistrado Baltasar Garzón mostró también su apoyo al 15-M en una entrevista.
El líder ultraderechista Ricardo Sáenz de Ynestrillas Pérez también apoyó al movimiento, declarando:

'Hoy, estoy más cerca de los indignados del 15M que de la extrema derecha'

#### Desfavorables
También ha habido numerosos comentarios decididamente desfavorables al 15-M, varios de personalidades de la intelectualidad y la política españolas.
A finales de mayo de 2011, el articulista y escritor Pío Moa, en un artículo publicado en Libertad Digital, realizó unas declaraciones acerca del 15-M en las que insinuaba que debía haber cargas policiales contra los indignados aunque hubiese muertos. 

«Unos miles de descerebrados desafían la ley y el Gobierno se hace cómplice de ellos. ¿Y cómo podría ser de otro modo si el responsable del orden público es mucho más delincuente que los descerebrados? (...) O la democracia acaba con estos delincuentes o estos delincuentes acaban con la democracia»

También en mayo de 2011, el escritor y periodista César Vidal relacionó al 15-M con ETA y grupúsculos antisistema, con el objetivo de provocar un vuelco electoral e impedir la victoria del Partido Popular:

«Un sector importante de estos jóvenes son antisistema que han tenido contacto con la banda terrorista ETA. Mantienen contacto regular con Batasuna-ETA y han recibido entrenamiento de Segui en cursos de guerrilla urbana»

En junio de 2011, el escritor Fernando Sánchez Dragó, en un artículo publicado en El Mundo y titulado El circo de Sol, calificó de «memo» a Stéphane Hessel y comparó el movimiento de protestas con Hitler, Mussolini y Franco. Además de a Hessel, también hizo una referencia despectiva a los intelectuales Eduard Punset, Paulo Coelho y Jorge Bucay.:

Los chicos del mayo español se quejan de los políticos y piden más política, se quejan del Estado y piden más Estado, se quejan de los poderes públicos y piden más intervención de éstos en la esfera de lo privado, se quejan de la democracia y piden más democracia, se quejan de los bancos y piden más créditos para hipotecar su futuro y enriquecer con proteínas en metálico la sopa boba de la que se nutren, se quejan de los partidos y funcionan como si su movimiento lo fuese, se quejan de las deficiencias del Estado de Derecho y convierten el país en puerto de arrebatacapas y campo de Agramante, se quejan de la violencia de la poli y agreden a ésta, a los alcaldes, a los diputados, a los ministros, al Gobierno (poco), a la oposición (mucho), a los comerciantes, a los viandantes, a todo Cristo y a todo Judas… ¿Es eso lo que entienden por democracia participativa?(...) En todo caso, quienes los okupan, con ka de kaos, y tantas simpatías despiertan entre los lectores de Punset, Coelho, Bucay y otros tartufos de sacristía, no sirven a la sociedad, sépanlo o no, sino al Leviatán del Estado.

Por parte de la Iglesia Católica, el presidente de la Conferencia Episcopal y arzobispo de Madrid, Antonio María Rouco Varela, aseguró durante una eucaristía el 21 de junio de 2011 que los jóvenes activos en el 15-M:

«...no conocen a Dios, no conocen a Cristo (...) se encuentran con sus vidas rotas, y si las soluciones temporales y materialistas no funcionan, como no están funcionando, el fracaso está servido, y la rebelión también, y el desconcierto todavía más».

En septiembre de 2001, la presidenta de la Comunidad de Madrid, Esperanza Aguirre, comparó a los indignados con los jacobinos de la Revolución francesa. Además, los calificó de «camorristas» y «pendencieros».

«Bajo la apariencia de inocentes movilizaciones que se pretenden formas de democracia directa se esconde la deslegitimación de nuestro sistema representativo se puede esconder un golpe de Estado como en la Francia de 1793».

En noviembre de 2011, el presentador y cantante Bertín Osborne calificó el 15-M de «gilipollez» y «soplapollez».
Por su parte, el analista político Ernesto Milà escribió un libro 15-M indignarse con los indignados, criticando al movimiento:

«El movimiento "de los indignados», cuyos primeros pasos seguimos con interés e incluso curiosidad, ha tenido un desarrollo decepcionante. Las amas de casa, los padres de familia en paro, los jóvenes "suficientemente preparados" que solamente pueden aspirar a precariedad, contratos basura y salarios de miseria, que tienen problemas reales desaparecieron pronto de las plazas y del 15-M. Su coexistencia con miembros intolerantes de la extrema-izquierda, con supervivientes del mayo del 68 dispuestos a reverdecer los laureles, con okupas y capas juveniles no competitivas,  e incluso con figurones de la izquierda intelectual a la búsqueda de base social sobre la que sustentar sus ambiciones, era completamente imposible. El movimiento del 15-M ha decepcionado a muchos, ha constituido una verdadera estafa a la esperanza. Por eso hay que "indignarse" con el 15-M».

Desde la extrema izquierda, desde la web Kaosenlared se acusó al 15-M de estar controlado por la Fundación Rockefeller, debido a que Martin Varsavsky (multimillonario fundador de Jazztel y ya.com) ofreció Wi-fi gratuito a los manifestantes:

«La oligarquía mundial, cuyo mayor exponente es el clan Rockefeller (en alianza con otros clanes como los Rothschild, Morgan o Ford), busca endurecer aún más nuestras cadenas, concentrando aún más los centros del poder (gobierno mundial), para vulnerar más eficazmente la soberanía popular, en pro de los intereses privados. Algo que se pretende presentar como una respuesta a las demandas populares, pues de otra forma no seria aceptado fácilmente por la mayor parte de la población. De ahí el interés en promover movimientos mediáticos y espectaculares, aparentemente populares, como el 15-M, utilizando para ello a sus más fieles cortesanos (Enrique Dans, Punset, Mayor Zaragoza o el mismo Martin Varsavsky del que aquí hemos hablado), que bajo la apariencia de pedir mejoras sociales, sólo buscan la destrucción del orden actual y la implantación de uno nuevo, más propicio para los intereses de los oligarcas».

#### Escépticas
Otras valoraciones no se han dirigido a cuestionar o desacreditar la naturaleza e intenciones del 15-M con lectura ideológica, sino a criticar los métodos de protesta empleados y el balance de resultados obtenido. En agosto de 2011, la analista política Victoria Lafora publicó en varios medios un artículo titulado Conquistas pueriles, donde decía lo siguiente:

«Es descorazonador que unas protestas que lograron concitar la atención internacional acaben convertidas en una serie de conquistas pueriles como la obcecación de montar un campamento en el centro de Madrid, no para mantener viva la indignación, sino como símbolo. Los símbolos están muy bien si van acompañados de contenido. (...) De todas las propuestas, cargadas de razón y sensatez, nada ha quedado. No han sido capaces de consensuar un catálogo de exigencias a unos políticos que vuelven a repetir los mismos errores cara a las elecciones generales de noviembre.»

En octubre de 2011, entrevistado por Vicente Verdú para El País, el filósofo y sociólogo polaco Zigmunt Bauman dio su parecer sobre el movimiento de los indignados:

«Crece a través de la emoción, le falta pensamiento. Con emociones solo, sin pensamiento, no se llega a ninguna parte.»

En noviembre de 2011, Juan Carlos Monedero, profesor de Ciencia Política de la Universidad Complutense de Madrid, en una entrada de su blog en Público.es titulada El 15-M: una pregunta, no una respuesta, observaba que el 15-M:

«No es un partido ni debe ahora mismo serlo. Un partido es un medio para un fin. El 15-M es un fin en sí mismo: una gran conversación que a fuerza de saber lo que no quiere, va a terminar sabiendo lo que quiere. Sin líderes, sin programa, sin estructura, el riesgo de desaparición en el reflujo está ahí.»

### Reacciones políticas
A partir de 2013 se crearon diversos partidos políticos.
El 8 de enero de 2013 se creó el Partido X, y en enero de 2014 se creó Podemos. En marzo de ese mismo año hizo su aparición el Movimiento de Renovación Democrática Ciudadana y ese mismo mes se constituyó también la Agrupación de Electores Recortes Cero. Todos los partidos se presentaron a las elecciones europeas de 2014. Podemos obtuvo 5 eurodiputados, quedando el resto de formaciones fuera del Parlamento europeo: el Movimiento de Renovación Democrática Ciudadana obtuvo 105.666 votos, el Partido X consiguió 100.561 votos y Recortes Cero se quedó con 30.827 votos.
En junio de 2014 se presentó Guanyem Barcelona, plataforma política municipal promovida por la activista Ada Colau de cara a las elecciones municipales de España de 2015. Desde entonces, se han creado procesos similares con el prefijo Guanyem o Ganemos (en castellano) en otras ciudades como Málaga, Madrid, Murcia, Valladolid o Logroño, entre otras.

## Estimaciones de afluencia
En el siguiente anexo se muestra información tablada con los asistentes a cada una de las manifestaciones y concurrencias. Los datos fueron estimados por diversos medios para ciudades españolas y extranjeras.

## Documentales
- 15-M: En nombre de la democracia[217]
- Conversaciones 15M.cc: lista de entrevistas del proyecto 15M.cc[218]
- Inside 15M: 48 horas con los indignados[219]
- Interferencies[220]
- La clave está en Sol[221]
- La marcha indignada[222]
- La Plaza, la gestación del movimiento 15M[223]
- Libre te quiero
- Banderas Falsas
- Falsos Horizontes

## Documentación
- Manifiesto de la plataforma ¡Democracia Real YA!
- Documento de propuestas de ¡Democracia Real YA!
- Propuestas de #nolesvotes, #democraciarealya y #spanishrevolution, redactadas el 18 de mayo de 2011. (Manifiesto que no fue llevado a asamblea general en la Acampada Sol, por lo que dicho colectivo se desvinculó totalmente del mismo, según se informa en su web Archivado el 22 de mayo de 2011 en Wayback Machine.)
- Declaración de principios de la Asamblea de Plaza de Cataluña (Acampada Barcelona)
- Demandas de mínimos de la Asamblea de Plaza de Cataluña (Acampada Barcelona)
- 'Inside 15m: 48h con los indignados' Archivado el 9 de agosto de 2011 en Wayback Machine. Documental (subtitulado en inglés) acerca de los indignados elaborado por los participantes de la Asamblea del barrio de Aluche (Madrid).
- Mapa de las acampadas del 15-M en Ikimap.
- Folleto divulgativo de la manifestación del 19-J
- Resolución de la Junta Electoral Provincial de Madrid no autorizando la concentración en la Puerta del Sol el 18 de mayo de 2011.
- Resolución de la Junta Electoral Central del 19 de mayo de 2011 no autorizando las concentraciones en la jornada de reflexión.
- Recurso interpuesto por Izquierda Unida ante el Tribunal Supremo el 20 de mayo de 2011 contra la decisión de la JEC.
- Convocatoria de manifestación global para el 12 de mayo de 2012.
- Manifiesto, Declaración, Proclamación y demás documentos constituyentes en PDF de # Iberian R-Evolution & Unión União Unió Ibérica  # Occupy Hispania - Iberia - Lusitania Indignados #